# ルターシュタット・アイスレーベン

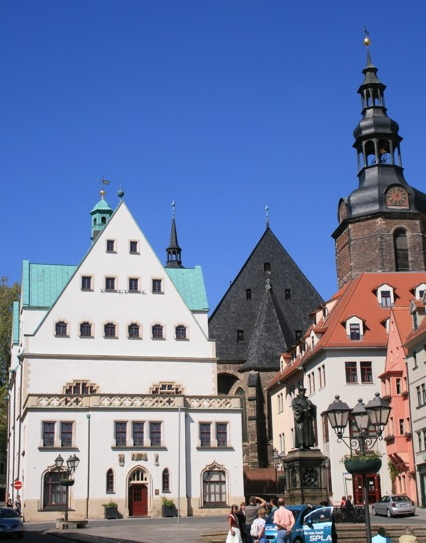
市庁舎と聖アンドレアス教会

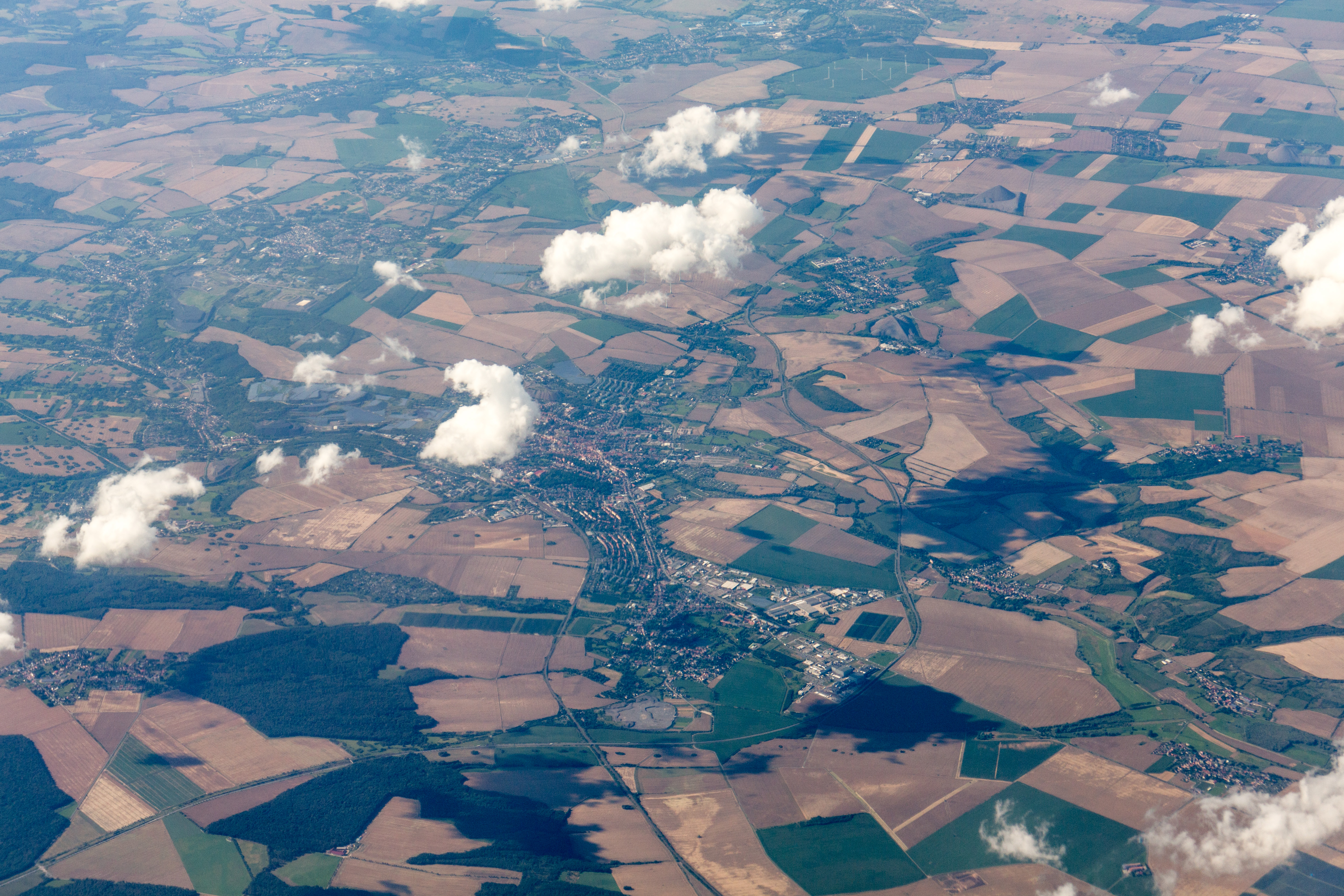
ルターシュタット・アイスレーベン、2015年7月

ルターシュタット・アイスレーベン (ドイツ語: Lutherstadt Eisleben) は、ドイツ連邦共和国ザクセン＝アンハルト州マンスフェルト＝ズュートハルツ郡に位置し、同郡で2番目に大きな都市である。ハルツフォアラント東部にあたり、人口は約23,000人である。日本では単に「アイスレーベン」と呼称、略称されることもある（本項でも当該略称を使用する）。
マルティン・ルターが生誕し、死去した地として有名である。最も偉大な出身者を記念して1946年以降、都市名に「ルターシュタット（ルター都市）」を冠している。アイスレーベンとヴィッテンベルクにあるルター記念建造物群は、1996年からユネスコの世界遺産に登録されている。アイスレーベンは、ルターシュタット連合に加盟している。アイスレーベンとヴィッテンベルクのルター関連施設は、ザクセン＝アンハルト州ルター記念財団にまとめられている。

## 地理
中心部はハレ (ザーレ)から西に30 kmにある。細長く伸びる低地は、アイスレーベン低地と呼ばれ、マンスフェルト＝ズュートハルツ郡の南東部に位置する。都市の領域はほとんどが農地である。地形はウンターリスドルフとオーバーリスドルフの間でマンスフェルト高原、ミッテルゲビルゲ高原の低い部分へ高さを増し、市街地は高原の主要地を占める。市街地の南部は森林が生い茂る丘陵であるホルンブルク鞍部へと延び、南端のオスターハウゼン地区はほとんどヘルメ渓谷にかかっている。

### 近隣の自治体
隣接する自治体には、北部ではゲルプシュテット、東部ではゼーゲビート・マンスフェルダー・ラント 、南部ではファルンシュテット、クヴェーアフルト（両自治体ともザーレ郡）、西部では、アルシュテット、ボルンシュテット、ヴィンメルブルク、ヘルギスドルフ、ヘルブラ、クロスターマンスフェルトがある。

### 都市構成
中心市街地には、エルンスト＝テールマン＝ジードルング、ヴィルヘルム＝ピーク＝ジードルング（ネッケンドルフ とオーバーヒュッテを含む）が含まれる。この他の地区は以下の通り。編入の日付を付加する。
| 地区                 | 人口    | 編入年月日   | アイスレーベンの地区 |
| -------------------- | ------- | ------------ | -------------------- |
| ヘルフタ             | 約6,000 | 1960年1月1日 | アイスレーベンの地区 |
| フォルクシュテット   | 1,271   | 2004年1月1日 | アイスレーベンの地区 |
| ローテンシルムバッハ | 672     | 2005年1月1日 | アイスレーベンの地区 |
| ヴォルフェローデ     | 1,309   | 2005年1月1日 | アイスレーベンの地区 |
| ポルレーベン         | 1,079   | 2006年1月1日 | アイスレーベンの地区 |
| ウンターリスドルフ   | 461     | 2006年1月1日 | アイスレーベンの地区 |
| ビショーフローデ     | 693     | 2009年1月1日 | アイスレーベンの地区 |
| オスターハウゼン     | 1,031   | 2009年1月1日 | アイスレーベンの地区 |
| シュマルツェローデ   | 288     | 2009年1月1日 | アイスレーベンの地区 |
| ヘダースレーベン     | 755     | 2010年1月1日 | アイスレーベンの地区 |
| オーバーリスドルフ   | 約200   | 2010年1月1日 | アイスレーベンの地区 |
| ブルクスドルフ       | 196     | 2010年1月1日 | アイスレーベンの地区 |
|                      |         |              | アイスレーベンの地区 |

### 河川・湖沼
都市領域には、複数の小川が流れる。中心市街地には例としてベーゼ・ジーベン小川（「悪い7」の意）がある。フォアハルツから流れる7つの小川が合流したものであり、以前は特に壊滅的な洪水をもたらしたことから「ベーゼ（悪い）」と名付けられている。ベーゼ・ジーベン小川は東へ流れ、ズュース湖（「甘い湖」）に注ぐ。他の河川には、北部のシュランツェ川があり、ポルレーベンに源を発し北東に流れ、ザーレ川に 注ぐ。シュランツェ川も洪水時に特に急激に水位が上昇することがある。小さな河川としてはグルーメ川 (Glume) が挙げられる。ヘルブラ南部に源を発し、アイスレーベン東部でベーゼ・ジーベン小川に合流する。より小さな小川には、ラヴェーケ (Laweke) 小川があり、ヘダースレーベン地区に源を発し、東に流れる。美しい景観は、フォルクシュテット南部のヘーゲボルンバッハ (Hegebornbach) 小川による渓谷である。小川はフォルクシュテット西部に源を発し、アイスレーベン東部でグルーメ川に合流する。南部で重要な河川は、ローネ川 (Rohne) であり、ボルンシュテット付近に始まり、オスターハウゼン地区を流れる。

### 気候

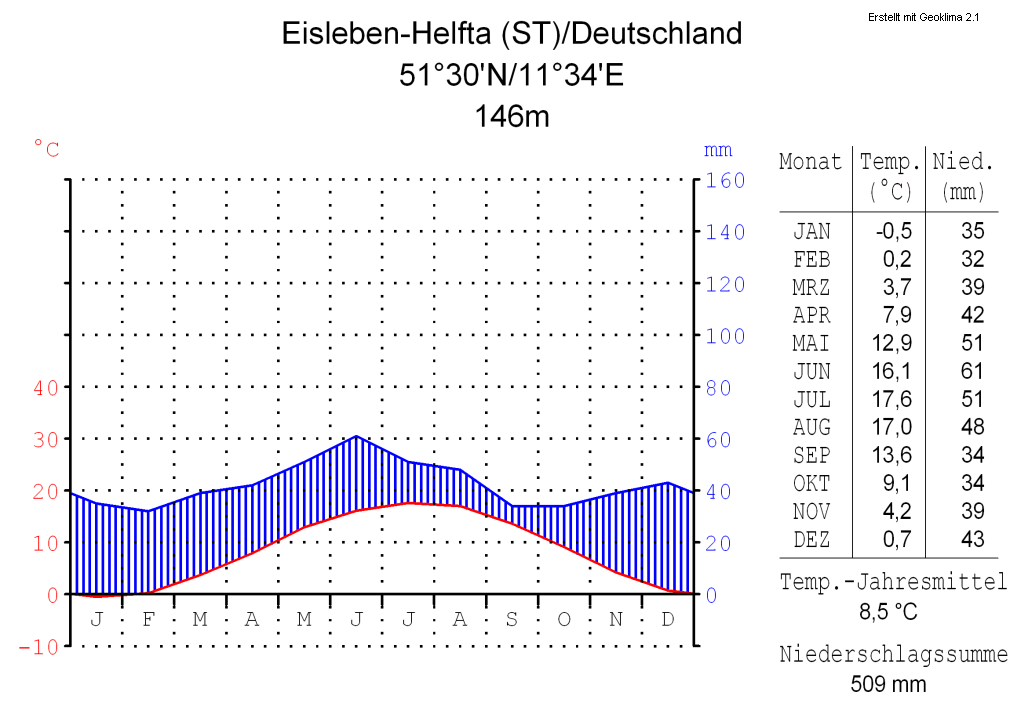
アイスレーベン＝ヘルフタの気候グラフ

アイスレーベン＝ヘルフタの平均気温は8.5℃であり、年間降水量は509ミリメートルである。
年間降水量は非常に低く、他のドイツ国内の観測値の中で下位の20分の1に含まれる。ドイツ気象庁の 観測地点のわずか2％が、これよりも低い値を観測している。最も乾燥した月は2月であり、降水量のほとんどは6月である。6月では2月に比べて1.9倍以上の降雨がある。降水量はほとんど変化せず、年間を通じて非常に均等に分布している。これよりも低い季節変動が観測地点は、わずか7％である。

## 歴史

### 民族大移動期
3世紀から5世紀の民族大移動時代には、スエビ族の諸部族、アンゲル族、ヴァルネ族がホルシュタイン、シュレースヴィヒ、メクレンブルクの地から南方へ移動した。テューリンゲンまでのエルベ川とザーレ川の西部には、この移動が地名の語尾「-レーベン (-leben)」からうかがい知ることができる。例えば、ハルデンスレーベンとエアフルトの間にある約100の都市や村の名称がこうして生まれた。ヘルマン・グレースラーによると、「レーベン」はこの文脈では遺産、世襲地を意味する。地名の前部は、領主の種族と関連する。
5世紀には、移住者が先住のヘルムンドゥリ族と混交し、テューリンゲン族の国に属していたが、この国は531年にフランク族によって滅ぼされた。北テューリンゲンはザクセン族が征服し、定住した。その後は、フランク族の諸王が、いくつかの地域にシュヴァーベン、ヘッセン、フリースラントから農民を入植させた。こうしてシュヴァーベンガウ、ヘッセガウ、フリーゼンフェルトといった地方名ができた。

### 中世

#### ファウル湖の水城
9世紀と10世紀には、いわゆる「ファウル湖（Fauler See, 腐湖の意）」の西岸に水城 (Wasserburg) が建設された。994年11月23日付の文書にアイスレーベンの名が見られる。これは後の皇帝オットー3世によるもので、既に貨幣鋳造権、関税権を含む市場特権を持つ6か所の内の一つとしてであった。交易路の交差点に位置し、王の水城に守られて発展した市場町は、王の私有財産であり、周辺の村々からの税はここで徴収された。

#### ニンニク王

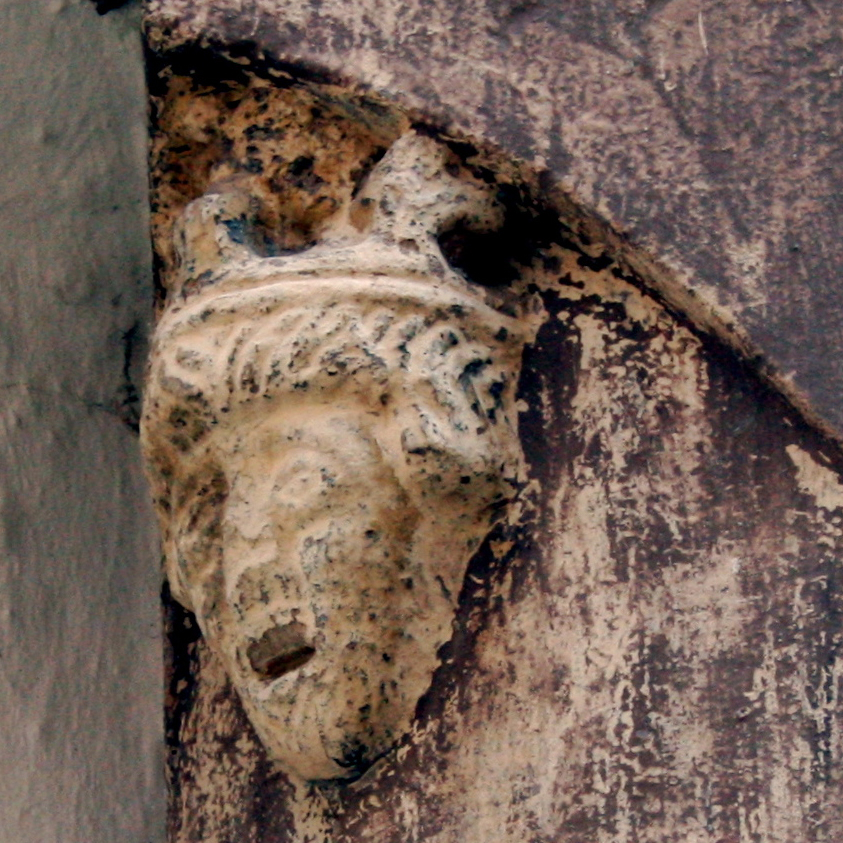
ニンニク王

1081年にはアイスレーベンでザクセン諸侯が、ザルム伯ヘルマン・フォン・ルクセンブルク（1053年-1088年）をハインリヒ4世の対立王に選出した選挙を承認した。なおヘルマンはこの時イタリアに滞在中であった。ヘルマンはアイスレーベンの水城を居城としたが、ハインリヒ4世がフリースラントから向けた軍勢に包囲された。エルンスト・フォン・マンスフェルト伯が援軍を遣し、フリース人を打ち破った。戦場は、長きにわたりフリース人通り (Friesenstraße) と呼ばれ、今日はフライ通り (Freistraße) となっている。1084年までヘルマンは、実際に王位に就くべく手を尽くしたが、十分な支持を集めることができず、街を去った。当時、城壁の前にたくさんのニンニクが生えていたことから、人々から「ニンニク王 (Knoblauchkönig, Knoblauchskönig)」と呼ばれた。市庁舎の北側の壁にある砂岩の彫刻は、伝承によると、ニンニク王を表したものである。今日、王は観光宣伝のイメージキャラクターとなっている。

#### 都市として初の記録文書
1069年にはマンスフェルトに居城を持つマンスフェルト家が、皇帝ハインリヒ4世からガウ伯領を授けられた。アイスレーベンは間もなくこの伯爵領の中心都市へと発展した。
1121年からマンスフェルト伯は、市政のために都市代官を置いた。アイスレーベンが、初めて自主的に選出した市長を持ったのは1809年以降のことである。1150年頃、居住地域の東端に位置する湿地帯であった「ファウル湖」の干拓が始まった。マクデブルクの司教ヴィヒマン (Wichmann) は、排水溝や堤防建設のため、フリース人とフラマン人を招き、後のニコライ地区 (Nicolaiviertel) となる地に入植させた。その痕跡は、今日でも例えば防塞付近のたくさんの堀や堤防に見て取ることができる。
12世紀の半ばには都市壁の建設が始められ、市場や周辺の通りを囲んだ。壁は都市住民によって造られ、手工業組合ごとに持ち場が決められ、保守と防衛に責任を負っていた。門の警備は、都市が雇用した都市警吏がその任に当たった。この壁は市場といくつかの周辺の通りのみを囲んでいた。
1180年にアイスレーベンは、初めて都市 (Civitas) として文書に記録された。都市代官 (Stadtvogt) のもとに市参事 (Consules) が12名置かれていた。都市市民はマンスフェルト伯に貢納の義務を負い、都市の裁判権はその下に置かれた。現在までで知られる限り、最初にアイスレーベン で貨幣が鋳造されたのは、1183年のことである。教会の小教区には、聖アンドレアス小教区、聖ゴットハルト小教区があった。

#### 銅鉱山の起源
1200年頃、ヘットシュテットにある銅山で銅鉱脈が見つかった。伝説によれば鉱夫ナッピアン (Nappian) とノイケ (Neucke) によるもので、今日ではマンスフェルト鉱山を象徴する人物となっている。当初、農民は自分の土地を採掘したが、間もなく産業となっていった。1215年に皇帝フリードリヒ2世は、マンスフェルト伯に鉱山支配権を授け、1364年には、カール4世によって承認された 。鉱業は経済構造を変え、伯爵と都市、両者の富の基礎となった。

#### ヘルフタ修道院
シトー会のマリア修道院は、マンスフェルト伯ブルヒャルト (Burchard) 1世によって設立され、当初はマンスフェルト城の近くに建てられた。これにはアイスレーベンの聖カタリーナ診療所 (Katharinenhospital) が属していた。1234年に修道院は伯爵ブルヒャルトの未亡人によって今日のロスドルフ廃坑（アイスレーベンの北西、カタリーネンヘルツヒェン （Katharinenhölzchen, カタリーナ林の意）付近、1229年にはロートヘルスドルフ (Rodhersdorf)、直近にはロストドルフ (Rostdorff) と記された）に移されたが、マンスフェルト城付近という土地柄ではあったものの、賢明な選択ではなかった。この地は水の確保が非常に困難で、ロスドルフへの移転は、芳しいものではなかった。
1258年、女子大修道院長であるゲルトルート・フォン・ハーケボルン (Gertrud von Hakeborn) の発議で、移転することとなった。彼女の兄弟のアルブレヒトとルートヴィヒは、ヘルフタに城と領地を所有していたため、ヘルフタの土地の一部を売却するよう願い出た。こうして修道院は、現在のヘルフタ修道院の地に移転した。この地は今日、アイスレーベンの一地区となっている。修道院は1284年にゲプハルト・フォン・クヴェーアフルト (Gebhard von Querfurt) による略奪にあった。

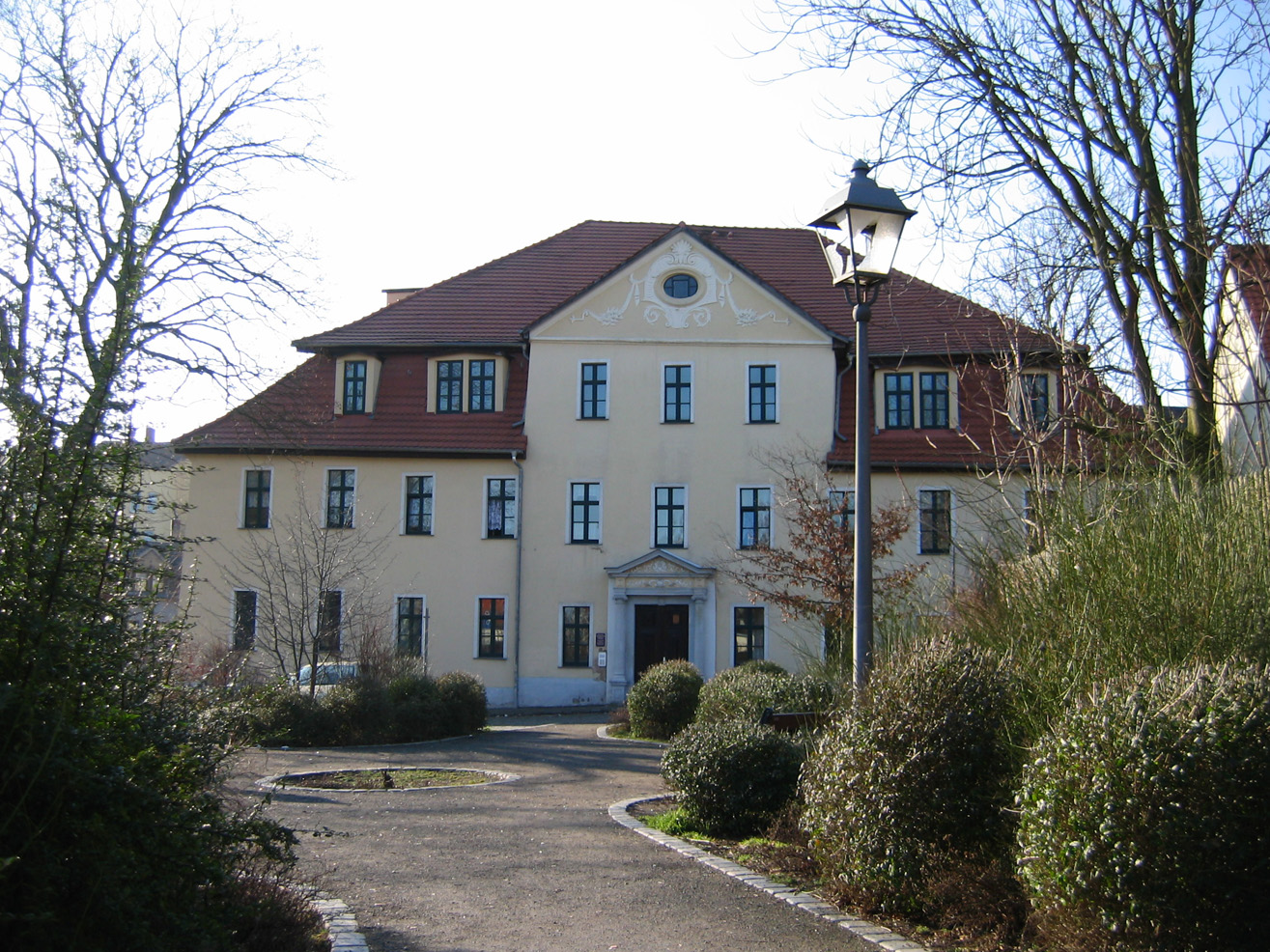
カタリーナ修道会地所 (Katharinenstiftgut) の管理人の家

1342年にブラウンシュヴァイク公爵が都市を包囲したが、失敗に終わった。この間、周辺の村や修道院が破壊された。その後、市壁の第5次拡張が開始された。修道院は、都市堡塁の端に移転された。今日の修道院広場の地である。しかし修道院の移転はここでも終わらなかった。1525年に「新ヘルフタ修道院」が農民戦争で蜂起した農民によって荒らされると、女子大修道院長カタリーナ・フォン・ヴァッツドルフ (Katharina von Watzdorf) と修道女らは、差し当たりハレに逃げ延びた。その後、皇帝カール4世から命令が下された。メーレンに移り、その地に修道院を再建せよ、というのである。しかし同年の内に、マンスフェルト伯ホイアー4世 は力を尽くして修道院を再建し、こうしてアルト＝ヘルフタの地に戻ることができたのであった。しかしこの地も修道女にとって安住の地ではなかった。
宗教改革は1542年にプロテスタントの礼拝の導入を強制した。あらゆる手を尽くして、最後の女子修道院長ヴァルブルガ・ロイバース (Walburga Reubers) を筆頭に、信仰を忠実に守る女性たちをプロテスタントに改宗させようしたが、これに失敗すると、プロテスタントとなったゲオルク・フォン・マンスフェルト ＝アイスレーベン伯爵は、1546年に修道院を解散した。修道女は離散した。修道院の最後に残る記録は、1542年6月19日のものである。こうして破壊された村々から多くの農民が、伯爵の許しを得て、ベーゼ・ジーベン小川（当時の呼称はヴィラーバッハ (Willerbach)）の対岸へと移り住んでいった。ラムトーア通り (Rammtorstraße) には、今日、都市農民の典型的な家屋が残る。修道院の再建が始まったのは、1998年のことである。

#### 1498年の建設と都市火災
その後の100年は、繁栄の時代が続いた。ハルバーシュタット司教との確執から、1362年に都市は包囲されたが、堡塁で守り切ることができた。1371年には聖霊司教区本部 (Heilig-Geist-Stift) が初めて記録に現れ、1408年には初の市庁舎が石造りで建設された。1462年には「聖ニコライ教会 (St.-Nicolai-Kirche)」の聖歌隊席が聖別された。この教会は、ゴットハルト教会の基礎壁の上に建設されたものである。1433年にはマルクト広場に建ち、秤をもつ織物商館が記録されている。今日のマルクト22番地に当たる場所である。1440年には家屋所有者は530人、人口は4,000人を数えた。1447年に聖ペトリ＝パウリ教会の塔の建設が始まり、ニコライ教会とアンドレアス教会のものは1462年に開始された。
1454年、市参事はマンスフェルト伯から、900ライン・グルデンの担保に、道路舗装に関する下級裁判を手に入れた。伯爵はその後、この担保を請け出すことができなかった。

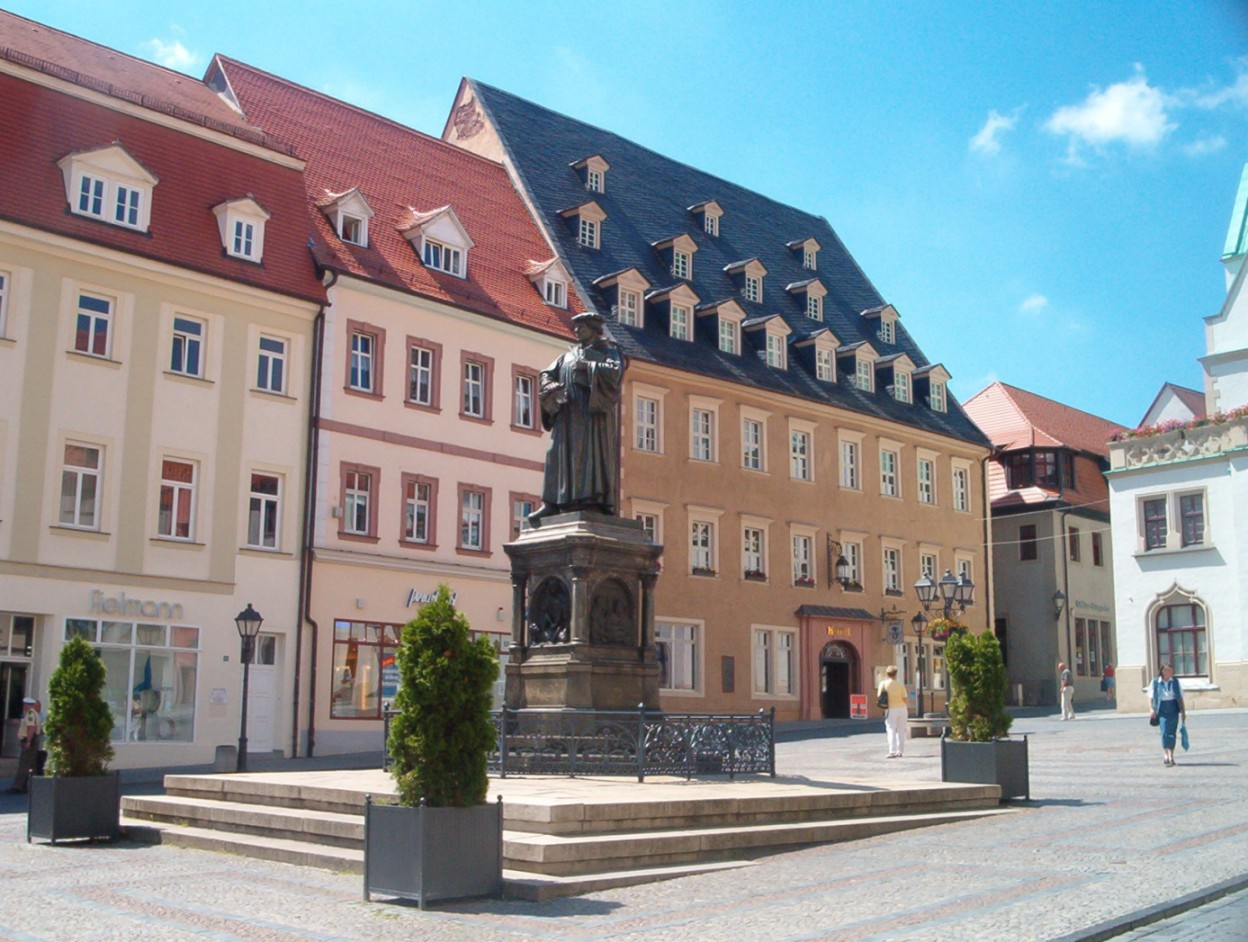
ルター記念碑

1483年11月10日、マルティン・ルターがラング小路（Lange Gasse, 郊外の橋地区 (Brückenviertel, trans aquam)）のマルティン・ルターの生家で生まれた。今日はルター通り (Lutherstraße) となっている。明くる日の聖マルティヌスの日には聖ペトリ＝パウリ教会で洗礼を受けた。ルター家がアイスレーベンに住んだのは、1484年の春までであった。しかしルターは、洗礼を受けたこの都市と終生、関係を持ち続けた。近年、市政と観光業界は、この結びつきを大きく取り上げているが、これは特に2017年の宗教改革記念周年が当てはまる。
1480年から1520年にかけて第二の都市壁が建設された。この場合、郊外のペトリ地区（農民）、ニコライ地区（フリース人）とヌスブライテ (Nußbreite)（鉱夫）が都市に加わった。1498年には、第一の都市壁内が壊滅的な火災に見舞われた。多くの住宅だけではなく、市庁舎も焼失し、聖アンドレアス教会も損傷した。マンスフェルト伯は、5年間、税金を免除することとし、これにより住民の流出に歯止めをかけることができた。
1510年頃にはじめて出版されたドイツの民衆本『ティル・オイレンシュピーゲルの愉快ないたずら』の第78話は、怖いものなし、とほらを吹く宿の亭主を主人公が驚かす話だが、その町がアイスレーベンとされている。

### ルネサンス

#### 郊外を含む旧市街の再建
1498年に最古の都市壁内（アンドレアス地区/マルクト地区）が大火で壊滅した後、マンスフェルト伯の1498年8月17日付けの特権に基づき、再建が開始された。差し当たりは順調に進み、初期は後期ゴシック建築の要素が用いられた。都市壁拡大による郊外の取り込みと、水の供給の面で役立ったこととして、1480年から1566年にかけて、つまりマクデブルク大司教が同時にハルバーシュタットの管理者であった時代、マンスフェルト伯がマルクト地区（ハルバーシュタット司教区）と郊外（マクデブルク大司教区）の封建領主を兼ねていたことが挙げられる。1520年から1540年にかけて、宗教改革はアイスレーベンとマンスフェルト伯領で段階的に進み、特に1525年にヨハネス・アグリコラが福音派の男子校を設立した。これは1546年の「ルターの条約 (Lutherische Verträge)」によって設立されたラテン語学校（ギムナジウム）の前身である。
後期ゴシックからルネサンスへの建築様式の移行は、旧市街の市庁舎、ヒンターオルトの都市居所（1500年/1589年）、聖アンドレアス教会の装飾に見ることができる。都市の再建で特筆すべき人物としては、ベルンディヌス・ブランケンベルク（Berndinus Blanckenberg, 1470年頃-1531年）がいる。1507年から市参事、1518年から都市代官を務めた。彼の墓碑銘はハンス・シュレーゲル (Hans Schlegel)によってルネサンス様式で制作され、聖アンドレアス教会にある。同教会内には、同じくシュレーゲルの手になるホイアー4世・フォン・マンスフェルト伯爵の棺型墓（1541年）がある。
都市再建は、16世紀の始めの3分の1の期間は大いに進んだが、1530年以降はマンスフェルト鉱山の危機のために、かつての勢いを失っていった。しかしながら1538年と1560年に墓地 (Campo Santo)、1564年にはラテン語学校の校舎、1566年には聖ペトリ＝パウリ教会の尖塔のルネサンス様式の円蓋、カタリーナ修道院の管理棟、1571年から1589年にかけてノイシュタット市庁舎、1585年から1608年にはアンネ教会が完成した。
1601年には大火が起き、とりわけルネサンス様式の水城、ミッテルオルトの都市居所、ギムナジウム、貨物計量所、多数の住民の家屋が破壊されたが、大規模な再建は見られなかった。その原因には、1570年にマンスフェルト伯の財産接収、1573年と1579年の財産分割と交換がある。ハルバーシュタットとマクデブルクのザクセン選帝侯は、アイスレーベンをその郊外と交換した。また三十年戦争の負担、鉱山と関連産業の衰退もある。これは1671年にザクセン選帝侯が鉱山を開放するまで続いた。これらと入り組んだ行政機構（1780年までは伯爵による行政もあった）が相まって、都市は経済的に凋落していった。これは18世紀末まで続き、建築物に明瞭に表れている

#### ノイシュタットと宗教改革

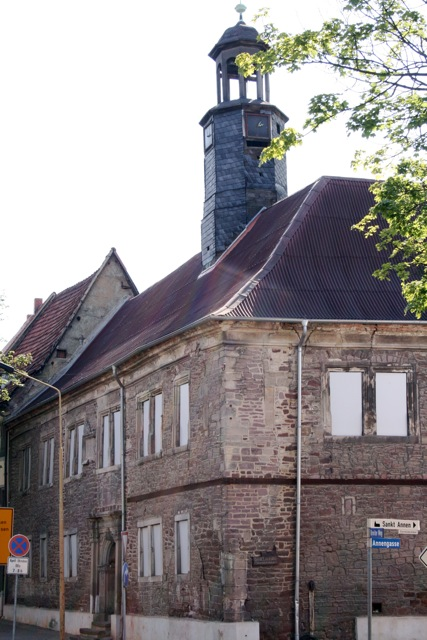
ノイシュタットの市庁舎

1501年、マンスフェルト伯家は分割相続のため「マンスフェルト＝フォアダーオルト (Mansfeld-Vorderort)」「マンスフェルト＝ミッテルオルト (Mansfeld-Mittelort)」「マンスフェルト＝ヒンターオルト (Mansfeld-Hinterort)」の3家に分かれた。16世紀初頭には3家がそれぞれアイスレーベンに都市居城を構えた。アルブレヒト4世伯爵（1480年-1560年）、「ヒンターオルト家」支流の末裔が、鉱山の活性化のため、ドイツの他の地域から鉱山や精錬所で働く労働者を呼び寄せ、旧市街の西方に住まわせ、この集落に都市権を与えた。この集落は「アイスレーベン近郊新都市 (Neue Stadt bei Eisleben)」、今日では「ノイシュタット（新市街）」または「アンネ地区 (Annenvierte)」と呼ばれている。
今日の「ブライト道」に、1571年から1589年にかけてノイシュタットの市庁舎が建設され、1848年にはここに地方裁判所、都市裁判所が置かれ、1853年には郡裁判所となった。そのためこの建物は「旧裁判所 (Alte Gericht)」と呼ばれている。1514年、皇帝マクシミリアン1世は、 アルブレヒトに都市権の取り消しを要求した。アルブレヒトは、この要求に反対し、その代わりにアウグスティーノ隠修士修道院であり、教会を備えたアンネ修道院 (Annenkloster) を設立した。ここでアルブレヒトは1518年にルターと対面している。1520年にアンネ修道院のアウグスティーノ派の総会では、ルターの教えに賛同する旨、決議した。修道院は1523年に解散した。
マンスフェルト＝フォアダーオルト家がカトリック信仰を堅持したのに対し、ゲルハルト7世率いるマンスフェルト＝ヒンターオルト家、特にアルブレヒト7世・フォン・マンスフェルトはルターと友人であり、宗教改革の思想に共鳴した。1525年に2人は、福音派の教義を導入し、聖アンドレアス教会の隣に福音派学校の設立することを決定した。しかし両者の臣下に対する扱いは、カトリックの親類と比べて、大差はなかった。ドイツ農民戦争には、アイスレーベン出身の不満を持つ鉱山労働者が多く参加し、マンスフェルト伯領のほとんどを荒廃させたが、アルブレヒト7世は、この燃え上がる蜂起を残虐かつ無慈悲に鎮圧した。宗教改革戦争の混乱では、マンスフェルト家の親類縁者が敵味方に分かれ戦うという事態に至った。農民戦争では、ホルツツェレのベネディクト修道院とヘルフタ修道院が荒らされ、修道女は追放された。1529年にはペストで数百人のアイスレーベン住民が死亡した。ホイアー4世・フォン・「マンスフェルト＝フォアダーオルト」の死とともに、マンスフェルト地域で宗教改革の最大の反対派の1人が姿を消した（棺型墓はアンドレアス教会にある） 。ルター自らが幾度となく伯爵家の抗争、とりわけノイシュタットをめぐる確執の調停を試みた。ルターが最後に訪れたのは1546年のことであった。2月16日にルターは、ユストゥス・ヨーナスとともに初のラテン語学校のために寄付行為書に署名した。ここは今日、マルティン＝ルター＝ギムナジウム・アイスレーベンとなっている。1546年2月18日、マルティン・ルターはアイスレーベンで死去した。これを記念し、マルティン・ルター死去の家が保存されている。宗教改革に加わった廉で、アルブレヒト7世は、皇帝カール5世から帝国アハト刑に処せられた。しかし1552年にはこの処分を解かれた。
1550年には、再びペストが流行し、1,500人の死者が出た。多くの鉱山労働者が都市を去ったため、1554年には鉱区の一部を閉鎖せざるをえなかった。賃金が切り下げられると、動揺が広がり、ストライキが発生した。1562年には、聖カタリーナ教会が焼失したが、再建されることはなかった。ザクセン選帝侯アウグストは、1567年は侯の説教者に敵対的な文書を印刷したアイスレーベンの印刷所を閉鎖に追い込み、印刷工は逮捕された。数知れぬ分割相続、過度の支出、経済不況のため、1570年、ついにマンスフェルト伯爵家は破産した。伯爵家は主権を失い、ザクセンの手に渡った。こうしてアイスレーベンにはザクセンから総監が送られるようになった。鉱山での労働力不足のため、都市を離れようとする者は処罰の対象となった。

### 17世紀と18世紀

#### 大火災、ペスト、三十年戦争

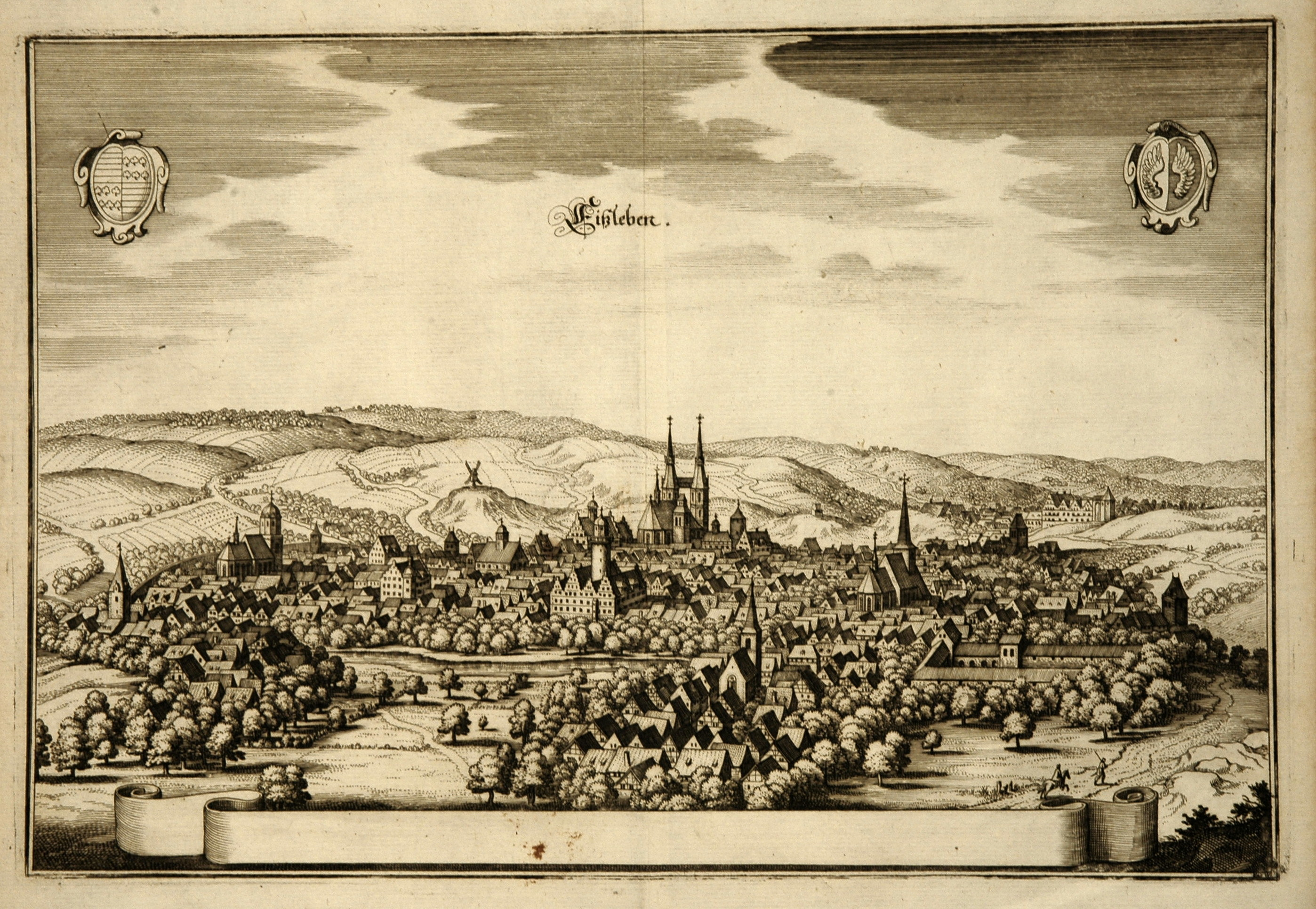
1689年の大火前のアイスレーベン、1647年、マテウス・メーリアン

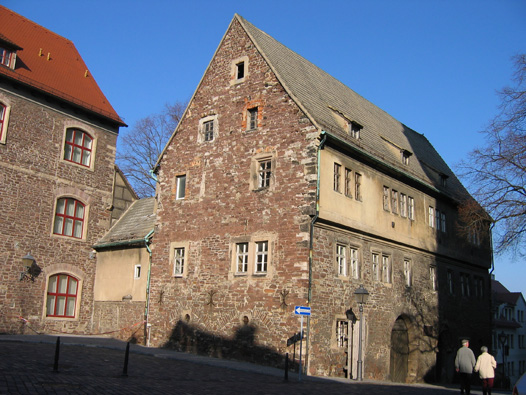
旧教区監督官舎

17世紀初年の1601年には、都市は過去最の火災に見舞われた。都市の中心部では、木組みの家が密集していたため、火は瞬く間に燃え広がった。被害は家屋253棟、教区監督官舎、貨物計量所、アンドレアス教会の尖塔、マンスフェルト伯の都市宮殿にのぼった。特に鉱山労働者が困窮し、1621年2月8日には、貨幣鋳造主任ツィーゲンホルン (Ziegenhorn)のブライト道にある屋敷が包囲されるに至った。1,000人もの鉱山労働者が、貨幣偽造をやめるよう要求した。1626年には新たにペストが流行し、数百人の死者を出した。1628年にはアイスレーベンにヴァレンシュタインがやって来て、三十年戦争の戦火に包まれた。都市はカトリック同盟の傭兵によって荒廃した。その結果、鉱山も操業停止となった。1631年には、両陣営の軍勢が入れ替わり都市を通過し、宿泊と糧食を提供するよう強いられた。1635年にザクセン選帝侯ヨハン・ゲオルク1世と皇帝フェルディナント2世の間で単独講和が締結されると、全教会で感謝のミサが執り行われた。しかし1636年にはスウェーデン軍の略奪にあった。襲撃は1644年まで続いた。 1653年にはまたも大火が起こり、166の家屋が失われ、1681年にはペストによって900人が命を落とした。ルターの生家は1689年の大火で1階まで焼失した。

#### 再建
1671年にザクセン選帝侯は、マンスフェルト地域の鉱山の「開放」を許可した。これは鉱山の発展を進め、工業化するための前提となった。1691年には貨物計量所 (Waagehaus) が再建された。1693年にはルター生誕の家が続いた。現在、慈善学校、博物館として利用されている。
貴族リンク家 (Rinck) の住居は、1498年の大火後、16世紀初頭にフォアダーオルト家系の都市居所として再建され、1563年からは伯爵の官房が置かれ、1689年の大火後、1707年には完全に建て直された。1716年からこの官房は、マンスフェルト伯領の内、接収から解除されたプロイセン王国領の業務を担ったが、1780年に封土の相続によって閉鎖され、1789年からはザクセン選帝侯国の上級官吏が使用した。1798年7月14日にザクセン選帝侯国政府の主導で、アイスレーベン鉱山学校が設立された。鉱山技官のための教育機関としてであった。

### 19世紀

#### ナポレオン戦争

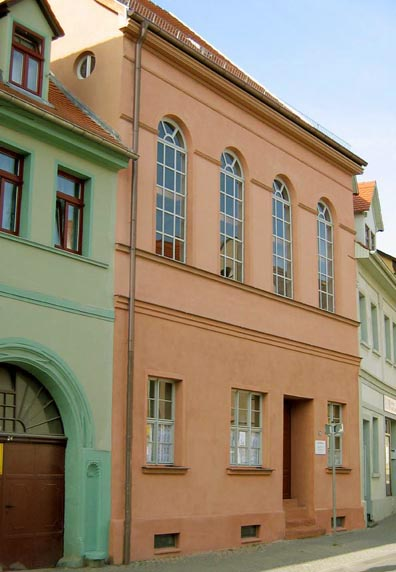
アイスレーベンのシナゴーグ

プロイセン王国が1806年にイェーナ・アウアーシュテットの戦いでフランス帝国に敗北すると、フランス軍の占領を受けた。アイスレーベンはプロイセン王国ではなく、ザクセン選帝侯国領であったにもかかわらずである。市内には公示が貼り出され「ザクセン選帝侯国全土は中立である」と確約していたにもかかわらず、都市の備蓄のすべてが徴発された。フランスはマンスフェルト伯領を、ナポレオンの弟ジェロームのもとに新設されたヴェストファーレン王国に編入した。
こうしてここでも農奴制が廃止され、経済的自由権、三権分立、ユダヤ人の同権、フランス民法典や教会記録簿の謄本が導入された。新市街は旧市街に編入された。旧来の諸制度の廃止により、ユダヤ人商人の都市居住が可能となり、1814年には初のシナゴーグを建設することができた。場所はラング小路 (Lange Gasse)、今日のルター通りであった。
ナポレオンが1813年にライプツィヒの戦いで敗北すると、ヴェストファーレン王国のマンスフェルト地への支配は終焉を迎えた。プロイセンのワシの紋章がヴェストファーレン王国の紋章に取って代わった。解放戦争にアイスレーベンも関与している。上級鉱山監督局長フォン・フェルトハイム (von Veltheim) （1785年–1839年）の指揮の下、義勇工兵大隊を編成し、参戦した。

#### 復古
1815年、旧マンスフェルト伯領は、ウィーン会議の結果、プロイセン王国に編入された。自治体アイスレーベンは、1816年にマンスフェルダー・ゼー郡に属し、郡庁はアイスレーベンに置かれた。1817年、ルター派学校の新しい建物をマルティン・ルターの生家の中庭に建設した。最初の郵便局は、1825年にいわゆる「地方飛脚郵便 (Land-Fußbothen-Post)」として聖ペトリ教会の隣に開設された。アイスレーベン師範学校 (Eisleber Lehrerseminar) が聖ペテロ教会の後の敷地内に設立された。1910年は、上方の都市公園に建物を新築し、現在はマルティン＝ルター＝ギムナジウム・アイスレーベンとなっている。師範学校は1926年まで存続し、ルター学校を訓練学校とした。1827年には、聖霊門 (Heilig-Geist-Tor) とラントヴェーア (Landwehr) の間のハレ街道 (Hallesche-Chaussee) の拡張とともにアイスレーベンの道路の強化が始められた。1835年には新市立病院が完成した。1847年には飢饉のため社会不安が高まり、当局によって軍事力をもって鎮圧された。ユダヤ教徒は増加の一途をたどり、礼拝場所が手狭になったため改築され、1850年に新アイスレーベン・シナゴーグが完成した。

#### 産業革命

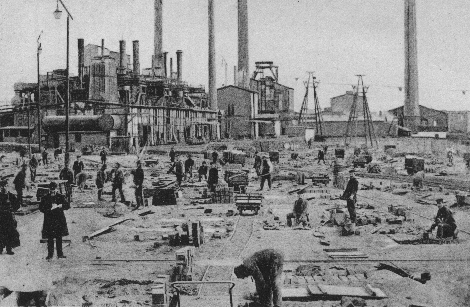
アイスレーベン付近の4基の炉、鉱滓置場、1895年頃

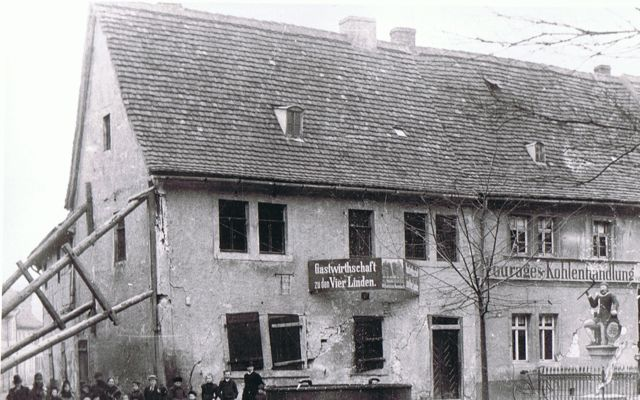
アイスレーベンでの地盤沈下：ブライト道 (Breiter Weg) の家屋。1895頃

1852年にはマンスフェルトにある5つの鉱山事業所が合併し、マンスフェルト含銅粘板岩組合 (Mansfeldische kupferschieferbauende Gewerkschaft) に統合された。1858年には、都市防塁で最後に残る部分が取り壊された。1863年には、ハレとカッセルを 結ぶ鉄道線の建設が開始された。最初の区間は1865年に営業を開始した。オーバーヒュッテ (Oberhütte)、ミッテルヒュッテ (Mittelhütte) が操業を停止すると、都市の西方でクルークヒュッテ (Krughütte) とクプファーローヒュッテ (Kupferrohhütte) での採鉱が始まった。マルティン坑とクルークヒュッテの間には、1871年、ヨーロッパで最初のケーブルカーが設けられ、排石の輸送に使用された。1883年に宗教改革者ルターの生誕400周年を記念して、ルドルフ・ジーメリングによるルター記念碑がマルクト広場に建立された。
1892年には、ザルツィヒ湖（「塩辛い湖」）の水が下方の杭に浸水し、市中心部までに至った。そのため湖は1893年に排水が開始され、こうして地図上から姿を消した。その結果、アイスレーベンの都市部には深刻な地盤沈下が発生した。1898年までに440棟以上の住宅が被害を受け、その多くは解体を余儀なくされた。多くの建物には、今日でも損傷または修理の跡が見られる。 多くの立坑に被害が出たため、大量解雇を余儀なくされた。鉱山被害への補償は遅々として進まず、また公正を欠くものであったため、ついには住民の暴動を引き起こした。1896年にはマンスフェルト含銅粘板岩組合は50万マルクを家屋所有者に支払うことになった。

### 20世紀
1908年と1950年の東ドイツの郡改革まで、アイスレーベンは、独立した都市郡であった。

#### 高度経済成長と第一次世界大戦
20世紀はアイスレーベンで最初の路面電車の開業で幕を開けた。1900年6月12日に鉱山700周年記念祭が、皇帝ヴィルヘルム2世と皇后アウグステ・ヴィクトリアの臨席の下、盛大に執り行われた。
好調な鉱山のおかげで、第一次世界大戦前の期間には都市の生活状況は一般に上昇した。人口は2万5,000人以上へと増加し、アイスレーベンは「郡独立市」となり、マンスフェルダー・ゼー郡から分離した。多くの公共の建物が新築された。鉱業学校（1903年）、新病院（1904年）、下水道と下水処理場、新上級実科学校（現在の「ショル兄妹」小学校）、カタリーナ通り新女子小学校（1911年）、師範学校の新校舎（1911年）と地域歴史博物館（1913年）である。1909年に鉱山労働者は、労働組合結成の権利を求め、ストライキを決行した。
アイスレーベンの第一次世界大戦の戦死者は、都市の公式記録によると575人である。

#### ヴァイマル共和国

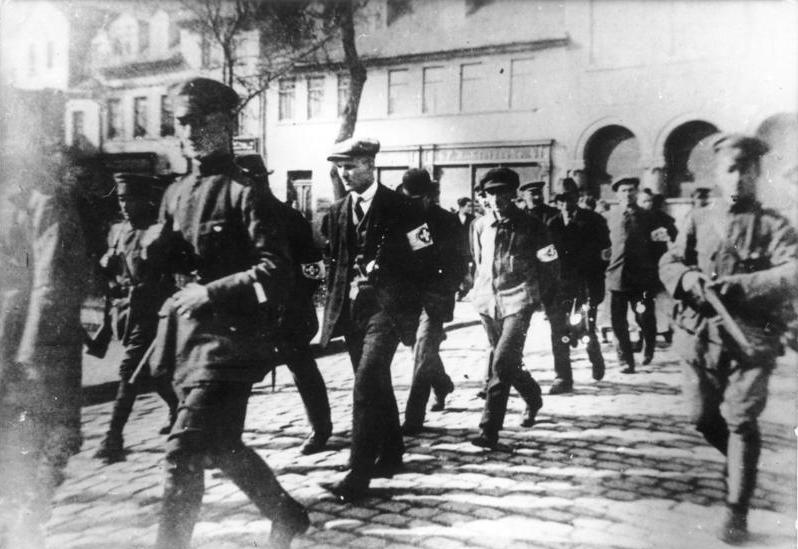
1921年の5月闘争：アイスレーベンの革命的労働者が警察に拘引される。

1921年2月20日のプロイセン州議会選挙で、中部ドイツの工業地域では、左翼諸政党が過半数を獲得した。共産主義者の政権掌握への恐れから、1921年3月19日、ヴィルヘルム・アベックが組織するプロイセン州警察部隊がヘットシュテットとアイスレーベンに、工場の操業を維持するべく派遣された。中部ドイツの5月闘争に際しては、労働者階級に約100名の犠牲者が出た。
1927年6月27日にアメリカの飛行家クラレンス・チェンバレンがアイスレーベン郊外の麦畑に着陸し、大陸間有人飛行を成功させた。これはチャールズ・リンドバーグの記録を2週間遅れで塗り替えるものだった。
1931年以降、マンスフェルト銅鉱の操業停止を避けるべく、銅鉱は政府からの助成金を受けた。この地域の経済の大部分が依存していたためである。

#### ナチス時代と第二次世界大戦

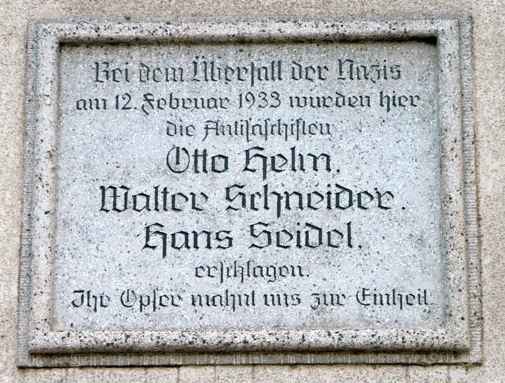
アイスレーベンの血の日曜日：ブライト道 (Breiter Weg) 30番地の家屋にある記念銘版。1933年にドイツ共産党の事務所が置かれていた。

1933年2月12日、突撃隊の一団が、ブライト道 (Breiter Weg) のドイツ共産党 (KPD) 下級地区司令部の事務所を襲撃し、多数が負傷し、3名が殺害された。この通りは東ドイツ時代には「ファシズムの犠牲者通り (Straße der Opfer des Faschismus)」と呼ばれていた。以来、これをアイスレーベンの血の日曜日という。
1938年11月9日には「水晶の夜」事件が起き、私服の突撃隊員、親衛隊員がシナゴーグに押し入り、破壊した。ユダヤ人は虐待され、財産は破壊された。
ユダヤ人はドイツ中で差別を受けたため、多くはアイスレーベンを、さらにはドイツを去った。1938年には残るユダヤ人は42人であり、少なくともその内21人はショアーで殺害された。
有名なナチ党員には、後の武装親衛隊中将ルドルフ＝ヘルマン・フォン・アルヴェンスレーベン、後の親衛隊大佐で、マイダネクの収容所司令官ヘルマン・フローアシュテットであった。
他にも、聖職者もナチ政権に抵抗し、告白教会のヨハネス・ノアーク牧師が「国家煽動」の廉で投獄され、その結果、1942年に死亡した。
第二次世界大戦中、913人の住民が命を落とした。
戦争の終わりに至るまで、アイスレーベンはほとんど無傷であった。重要でないとは言えない鉱工業地帯の只中にあるにもかかわらずである。すべての学校や病院は、数千もの負傷兵の軍病院として使用された。アメリカ軍は1945年4月13日、ハルツ要塞の南部周辺に到達し、アイスレーベンは戦うことなく降伏した。アメリカ第1軍は即座に捕虜収容所を開設した。ヘルフタ近郊のヘルマン坑の斜面の北と東側にである。約8万m2の敷地に、ドイツ兵と民間人が野営状態で収容された。一時的に9万の捕虜が収容され、その内2,000人から3,000人が非人道的な状態のために死亡した。収容所は1945年5月23日に閉鎖され、捕虜は他の都市に移送された。死者の遺体は、今日に至るまで発見されていない。命を落とした人々を追悼するため、1995年5月20日に戦争捕虜記念碑が設置された。

#### 戦後
1945年7月2日には、ソ連赤軍がアイスレーベンに進駐した。第1次ロンドン分割協定とヤルタ会談の決定のため、ソ連占領地域の一部となったのである。これを歓迎してアイスレーベンの共産主義者は、レーニン記念碑の計画を発表した 。
1945年8月1日には、買い取った建物に714席を持つアイスレーベン市民劇場 (Bürgertheater Eisleben) の幕が開けた。これは戦後ドイツ初の劇場である。
フェーリクス・エッケ (Felix Ecke) の変名、ラルフ・ヴィーナーが設立し、運営していた。

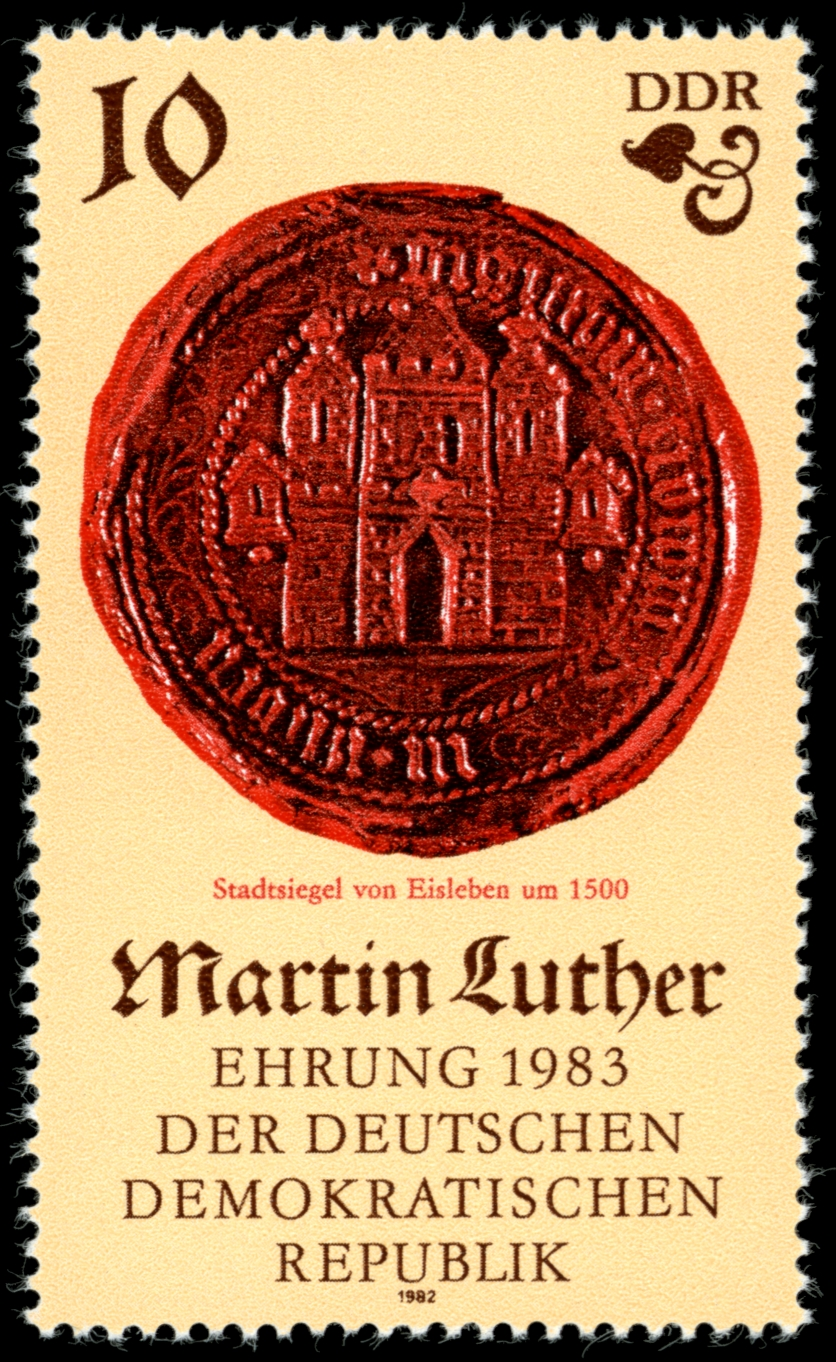
アイスレーベンの都市印章（1500年頃）
1970年の東ドイツの切手

1946年には、マルティン・ルターの死去400周年を記念して、「ルターシュタット」の称号が授与された。1949年3月22日には、2,000人以上の住民がドイツ統一を訴えるデモを行った。1950年、アイスレーベンは東ドイツ大統領ヴィルヘルム・ピーク臨席の下、マンスフェルト鉱山750周年を祝った。1950年に成立した大規模な郡は解体され、アイスレーベン郡とヘットシュテット郡が編成された。1951年からは、市域がエルンスト＝テールマン＝ジードルングとヴィルヘルム＝ピーク＝ジードルングに拡大された。1963年にはアイスレーベンで最後の含銅粘板岩坑の先進抗が閉鎖された。1969年までに、マンスフェルト盆地における鉱業の時代はついにその終焉を迎えた。マンスフェルト＝コンビナートは、工具や消費財の製造に転換された。並行して、鉱業、冶金工業学校は、電気工学や機械工学のための工業学校へと発展した。
デパート用の敷地を確保するため、フライ通り (Freistraße) と宮殿広場 (Schlossplatz) の角に残る、昔の水城の塔 (Bergfried) の遺構が爆破、解体された。1973年から1975年の間に、都市部で再び地盤沈下が発生し、特にジーベンヒッツェの一帯がひどかった。ゾンネ道 (Sonnenweg) と旧墓地沿いには、640戸のアパートがプラッテンバウで建設された。
1983年はルター生誕500周年にあたり、祝祭は時間をかけて周到に準備され、36カ国からの来賓が列席した。東ドイツ郵便（1982年11月9日と1983年10月18日）と西ドイツ郵便（1983年10月13日）は、記念切手を発行した。ルター関連史跡は修復され、マルクト広場の家々のファサードが新しくされた。
アイスレーベンでも1989年の秋に民主主義と社会変化を訴えるデモが開催された。1990年10月3日のドイツ再統一の日以降、アイスレーベンはザクセン＝アンハルト州に属している。1994年にヘットシュテット郡とアイスレーベン郡が合併し、マンスフェルダー・ラント郡となり、郡庁はアイスレーベンに置かれた。1997年以来、ルターの家はユネスコの世界文化遺産に登録されている。2007年の郡改革の結果、アイスレーベンは郡庁所在地の地位をザンガーハウゼンに譲った。
2009年5月25日には、連邦政府から「多様性の場」という称号を授与された。

### 人口動態
市域は、一貫して合併によって拡大しているにもかかわらず、1960年代中ごろから人口流出と少子化のため一貫して減少傾向にある。
| 年   | 1964   | 1971   | 1981   | 1989   | 1995   | 2000   | 2002   | 2004   | 2006   | 2008   | 2010   | 2011   |
| 人口 | 44,773 | 41,682 | 37,330 | 35,374 | 31,882 | 29,526 | 28,848 | 28,040 | 27,037 | 26,190 | 25,489 | 25,380 |

1964年から1981年を除いて毎年12月31日：国勢調査 

## 宗教
- ローマ・カトリック（聖ゲルトルート教会、ヘルフタ修道院）
- 福音派（聖アンドレアス教会、ニコライ教会、ペトリ＝パウリ教会、聖アントン教会）

アイスレーベンには、2010年から福音派の教会監督が置かれている。管轄の教会管区は、アイスレーベン＝ゼンメルダ、マンスフェルト＝ズュートハルツ郡の全教区、テューリンゲン州のキフホイザー郡とゼンメルダ郡の大部分である。
- 福音派自由教会
- 新使徒教会

## 政治

### 市議会
市議会は36議席から成り、加えて専任の市長が属する。2014年5月25日に地方選挙結果、会派は3会派と無所属となっている。
| 政党 / リスト | CDU | Linke | SPD | 無所属2 | 合計    |
| 議席          | 14  | 10    | 8   | 4       | 36 議席 |

### 市長
市長はユッタ・フィッシャー (Jutta Fischer) である。無所属でSPDから推薦を受け、2006年3月26日に51％の票を得て当選した。2009年1月1日から、ルターシュタット・アイスレーベンの上級市長を務めている。2012年12月2日には、決選投票で64.0％を得票し再選された。その直後にSPDに入党した。

### 紋章
紋章記述：「青地に広がる銀色の羽根」

記述：紋章はかつて都市アイスレーベンがマンスフェルト伯領に属していたことを想起させる。両方の羽根はかつてのマンスフェルト伯のクレストであり、兜とともに16世紀初頭から都市紋章としての盾の中に現れた。17世紀中ごろから羽根の付いた兜は盾の上に置かれた。盾には今日では有名な2枚の羽根のみが残った。

### 旗
ルターシュタット・アイスレーベンの旗は、2009年2月27日に郡から承認された。
青と白（1対1）の2色旗である（横方向用の旗は水平方向、縦方向用は垂直方向）。

### 姉妹都市
- レスム（ドイツ語版）（フランス・ノール県）1962年
- ヘルネ（ドイツ・ノルトライン＝ヴェストファーレン州）1990年
- メミンゲン（ドイツ・バイエルン州）1990年
- ヴァインハイム（ドイツ・バーデン＝ヴュルテンベルク州）1990年

## 文化と名所

### 劇場
アイスレーベンには、ザクセン＝アンハルト州立劇場がある。その起源は、1945年7月13日に戦後ドイツで初の新設劇場としてアイスレーベンに設立された市民劇場 (Bürgertheater) に遡る。ザクセン＝アンハルト州政府は、州の補助金の完全撤廃を意図した財政削減計画を進めているため、劇場はその存続の危機に立たされている。

### 博物館
マルティン・ルターの生家は、ドイツ語圏で最初にして最古の博物館であり、世界的に見ても最も古いものの一つである。
この他にも博物館が併設されたルター逝去の家、地域史博物館、ヘルフタ修道院付属リボリウスハウス (Liboriushaus) がある。
- マルティン・ルターの生家（ドイツ語版）は、 15世紀半に建てられた都市住民の家屋で、ここでルターは1483年11月10日に誕生した。都市は1693年にマルティン・ルターと宗教改革を記念する施設を設立した。こうしてルター生家はドイツ語圏で最も古い博物館のひとつである。1817年には、隣接の敷地に宗教改革300周年を記念して、ルター学校の校舎が新築された。1997年以来、両方の建物はザクセン＝アンハルト州ルター記念施設財団（ドイツ語版）の所有となっている。 2007年には、通りの向かい側に入り口となる建物と接続されている。
- プロイセン王フリードリヒ・ヴィルヘルム3世が寄贈したルター貧民学校 (Lutherarmenschule) は、ルターの生家の建物群の一つとなっている。
- マルティン・ルター死去の家（ドイツ語版）は後期ゴシックの大邸宅で、1500年頃に建てられた。

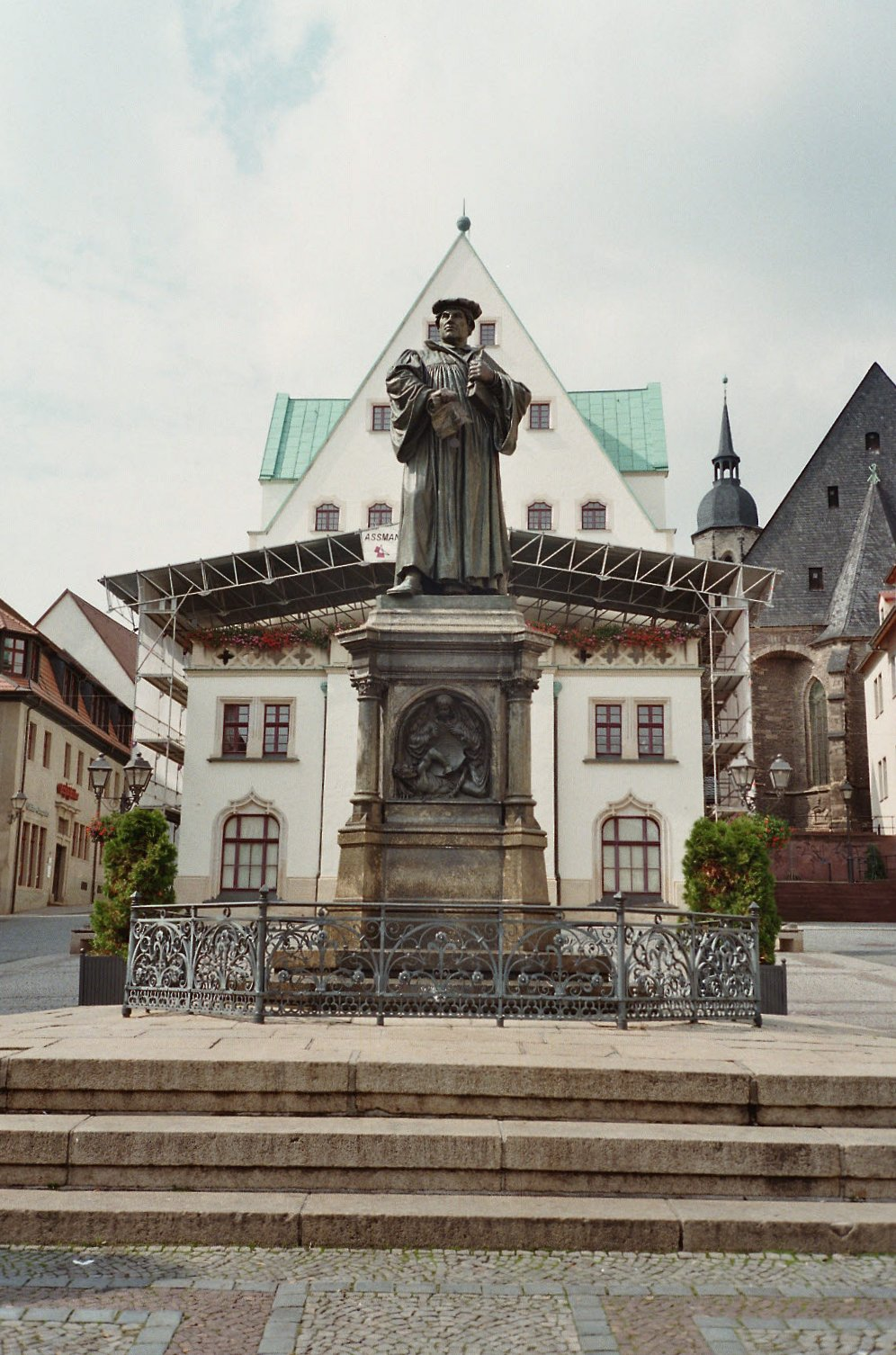
マルクト広場のマルティン・ルター記念碑
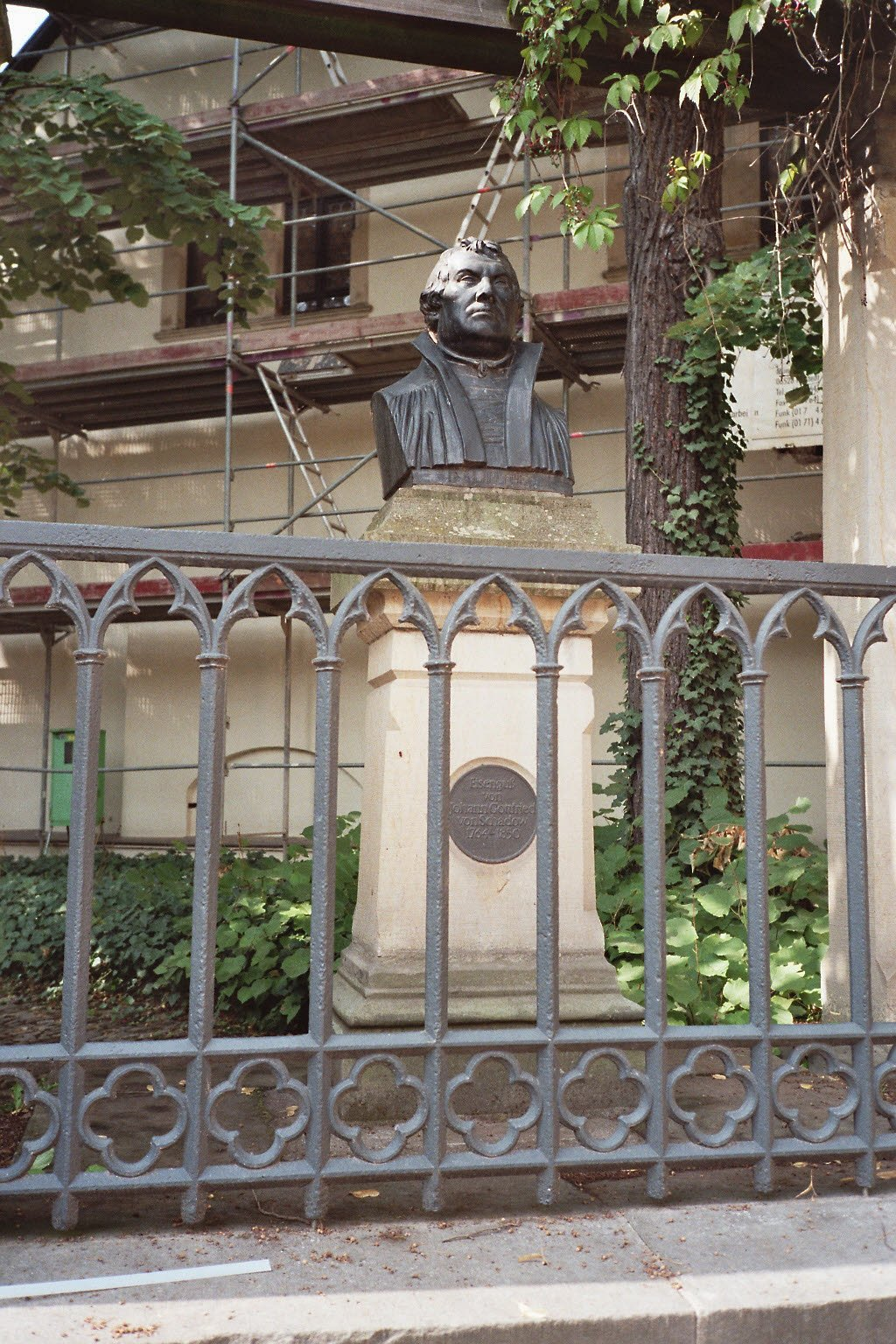
生家前のマルティン・ルターの胸像
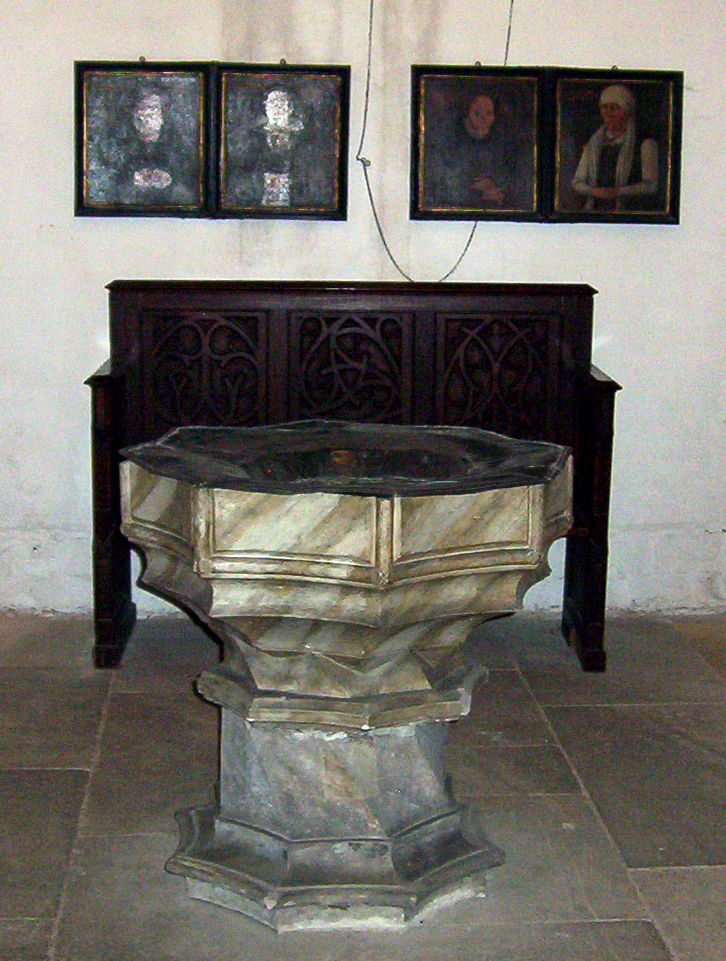
ルターが洗礼を受けた教会の洗礼盤
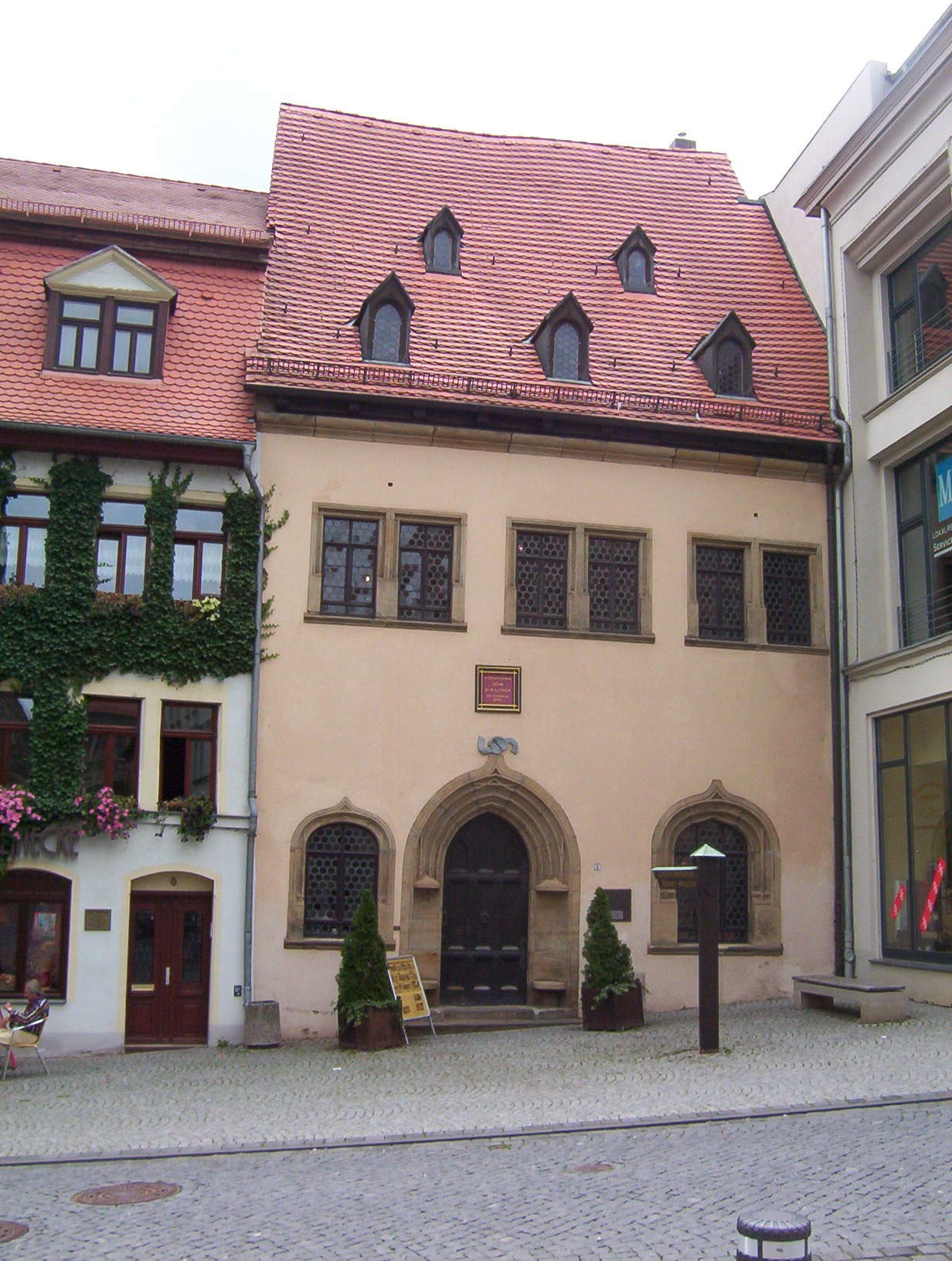
ルター死去の家

### 教会

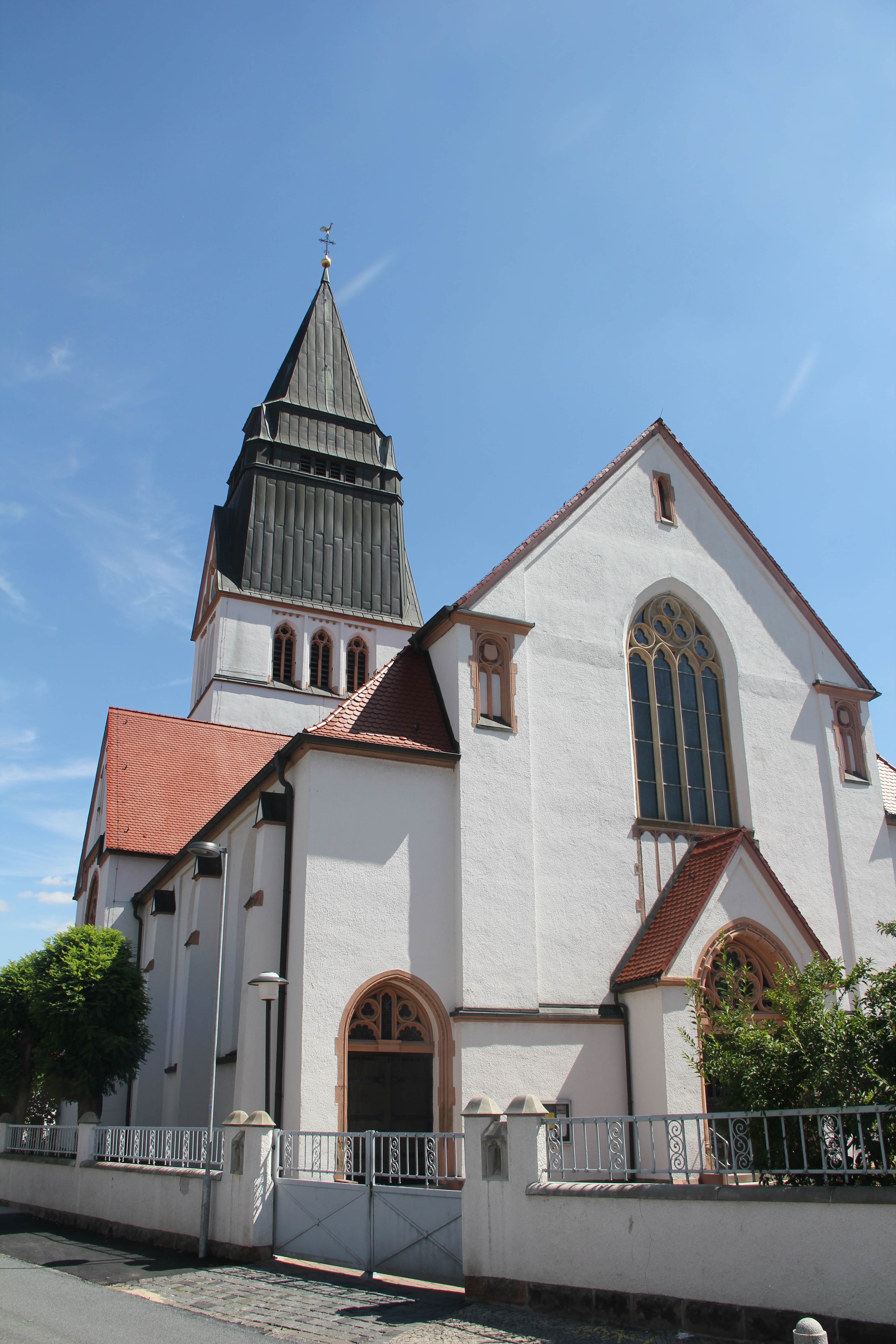
アイスレーベン・カトリック教会

- 聖ペトリ＝パウリ教会（ドイツ語版）は、3つの身廊を持つハレンキルヒェであり、最古の記録は1333年のものである。西側に寄った塔は1447年から1513年に建てられた。今日見られる塔の天蓋の形状は1562年以来のものである[49]。ここでルターは誕生の翌日、1483年11月11日に洗礼を受けた。
- 聖アンドレアス教会（ドイツ語版）は、3つの身廊がある後期ゴシック様式のハレンキルヒェであり、それ以前のロマネスク様式の建物の上に建てられている。マルティン・ルターは、1546年に最後となる4回の説教を行った。
- 聖アンネ教会 (St.-Annen-Kirche)、1514年に定礎、アウグスティーノ隠修士修道院と1670年に建てられた牧師館が付属する。
- 聖ニコライ教会 (St.-Nicolai-Kirche)、15世紀の前半。
- 旧ゲルトルート教会 (Alte Gertrudiskirche) は、1865年にアイスレーベンで初のカトリック教会として建てられた。教会が手狭になると、修道院広場 (Klosterplatz) に新築、移転した。旧教会は売却され、体育館として使用された。
- 1916年に完成したカトリックの聖ゲルトルート教会 (St.-Gertrud-Kirche) は、旧ゲルトルート教会が新築、移転したものである。
- ヘルフタ修道院（ドイツ語版）
- アイスレーベンのシナゴーグ（ドイツ語版）は1814年に完成し、1850年に改築、1938年に冒瀆された。2001年から修復が進められている。

### 墓地
- クローネン墓地 (Kronenfriedhof) は、カンポサント（ドイツ語版）形式であり、アイスレーベンの富裕層の代々の墓苑として1533年につくられた。
- ソ連墓地 (Sowjetische Friedhöfe) は124名の戦争捕虜と強制連行された一般市民のための墓地となっている。

### 記念碑
文化記念碑はルターシュタット・アイスレーベンの文化記念碑一覧を参照。
- ルター記念碑はルドルフ・ジーメリング（ドイツ語版）によって1883年に制作され、マルクト広場に立っている。
- レーニン記念碑（ドイツ語版）は、ロシアの彫刻家マトヴァイ・マニゼル（ドイツ語版）によって1926年に制作され、1942年までプーシキンにあった。その後、ドイツ国防軍によって金属として利用するため接収され、アイスレーベンに運ばれたが、溶融されなかった。そのため戦後、アイスレーベンで著名な広場に立てられた。平和的革命の後の1991年に撤去され、今日ではベルリンのドイツ歴史博物館（ドイツ語版）に修復後、貸与されている。
- 「僚友マルティン (Kamerad Martin)」は、「鉱夫のローラント (Bergmannsroland)」としても知られ、アイスレーベンの旧市街と新市街の法的な独立を象徴する人物である。ザクセン＝アンハルト州にある多くのローラント像（ドイツ語版）の一つに数えられる。
- カール・アイツ（ドイツ語版）の石は、教育者、音響学者としての功績に敬意を表して建てられた。
- 追悼の木 (Gedenkbäume) は、1864年3月17日、ライプツィヒの戦いの50周年に植えられた2列の西洋菩提樹の並木である。
- 彫刻家マックス・クルーゼによる『マラソン走者』（Der Marathonläufer, 1911年）は、アイスレーベンに1826年から1926年にあった師範学校を記念したものである。
- 「戒めの門 (Das Tor der Mahnung)」は、彫刻家リヒャルト・ホルン（ドイツ語版）によって1932年に制作された像であり、第一次世界大戦の犠牲者の追憶するものである。
- フリードリヒ・ケーニヒ記念碑（ドイツ語版）は、高速印刷（ドイツ語版）を発明したフリードリヒ・ケーニヒ（ドイツ語版）を記念し、彫刻家フリッツ・シャーパー（ドイツ語版）によって1891年に制作された。
- エルンスト・ロイシュナー記念碑（ドイツ語版）は、上級鉱山監督官、精錬所監督官エルンスト・ロイシュナー（ドイツ語版）（1828年-1896年）を記念し、1903年に彫刻家カール・ゼフナー（ドイツ語版）によって制作された。

### 世俗の建物
- 旧市街の市庁舎（ドイツ語版）は、1508年から1532年にかけて建てられた。
- マンスフェルト伯の都市居城
- 伯爵領鋳造所 (Gräfliche Münze)、ルネサンス様式の建物
- 旧ギムナジウム (Alte Gymnasium) は当初「上級ラテン語学校 (Fürnehme Lateinschule)」として1563年から1564年にかけて建てられた。1601年の大火災後、1604年に再建された。聖職者で作詞家のマルティン・リンカート（ドイツ語版）は1610年から1611年にかけて教鞭をとった。1883年にプロイセン王立ギムナジウムとなっていた学校は、宮殿広場 (Schlossplatz) の新校舎に移転した[50]。
- 旧教区監督官舎は4階建てで、16世紀初頭に建てられた。ヨハネス・アグリコラ、 マギスター・イスレベイウス (Magister Islebeius) の下では、男子校であった。1546年にルター協定に従い「上級ラテン語学校」とも呼ばれるようになった。1601年には火災によって深刻な損傷を受けたが、後期ゴシック様式の特徴的な正面入口は現存している。
- 旧貨物計量所 (Alte Waage)

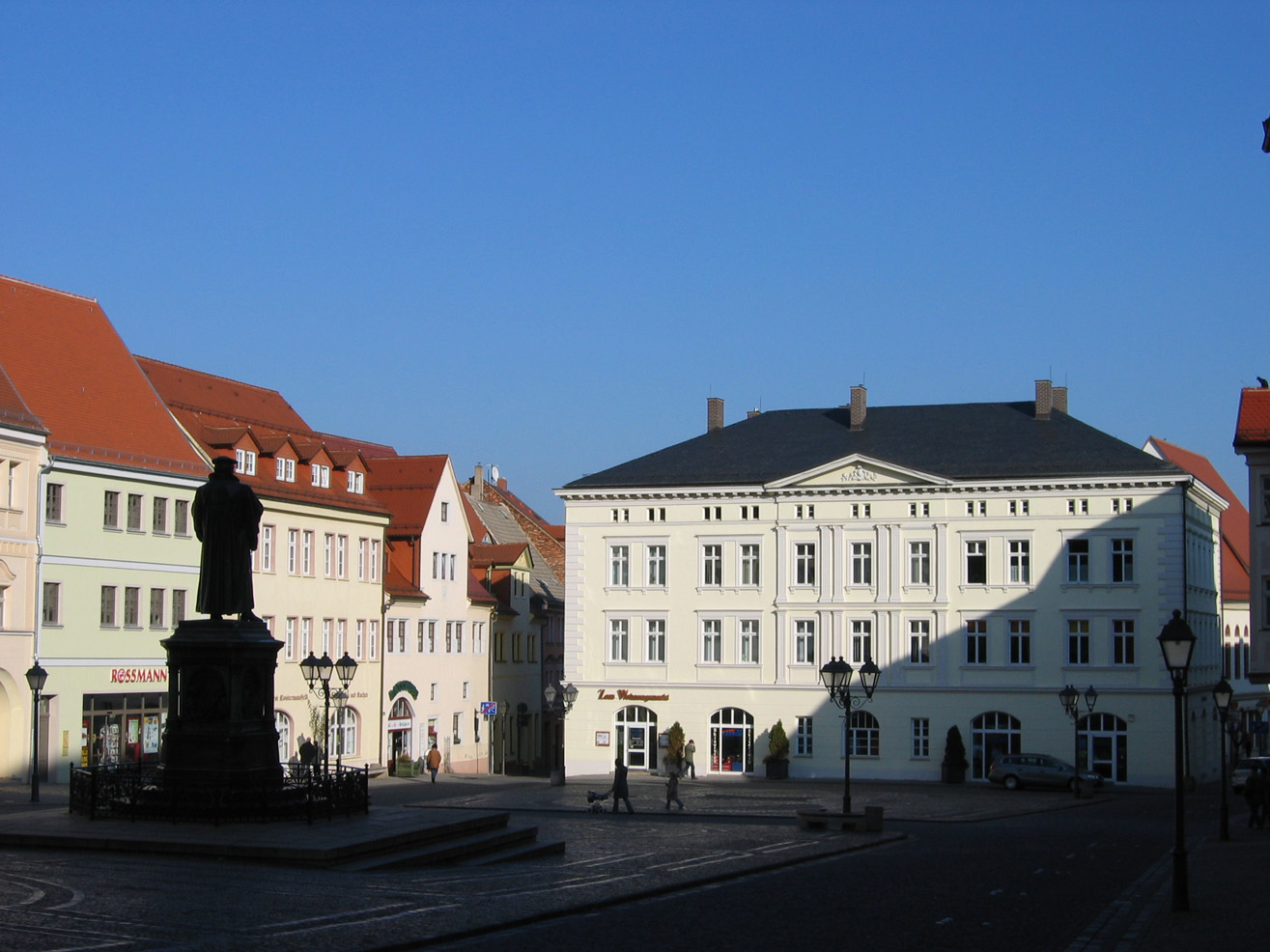
西から見たマルクト広場、旧貨物計量所と共に

- 旧副牧師館 (Altes Vikariat)
- 旧鉱山学校はバロック様式の建物で、元はカタリーナ修道院の診療所が入っていた。1798年に設立されたアイスレーベン鉱山学校（ドイツ語版）が1817年から1844年にかけて使用した。
- 新市街市役所（ドイツ語版）（旧裁判所）は、1571年から1589年に建設された。
- 「モーレン薬局 (Mohrenapotheke)」は1817年に建てられた。
- 百万橋 (Millionenbrücke)
- カタリーナ修道院地所の管理人の家 (Haus des Verwalters vom Katharinenstiftgut) には、豪華な破風、マンサード屋根、化粧漆喰で装飾された入口があり、1723年にバロック様式で建設された[50]。
- 1913年にアイスレーベン区裁判所（ドイツ語版）が王立区裁判所のために建設された。

### 定例催事
- アイスレーベン草原市（ドイツ語版）は、中部ドイツで最大の祭りで、毎年9月第3週末に行われる。その起源は、1521年に皇帝カール5世から承認された家畜・雄牛市場に遡る。この他にも、毎年「春の草原 (Frühlingswiese)」が行われる。
- ヘルフタ修道院の文化の夜 (Kulturnacht im Kloster Helfta)

### スポーツ
- マンスフェルダーSVアイスレーベン（ドイツ語版）は、ルターシュタット・アイスレーベンのスポーツクラブの一つである。スポーツ施設は市営で、5,000席をもつ。設備は天然芝と人工芝のグランドと屋根付きのスタンドがある。
- KAVマンスフェルダー・ラント（ドイツ語版）は、2013年以来、レスラー第1ブンデスリーガ (1. Ringer-Bundesliga) に所属している。

## 経済と社会資本

### 交通

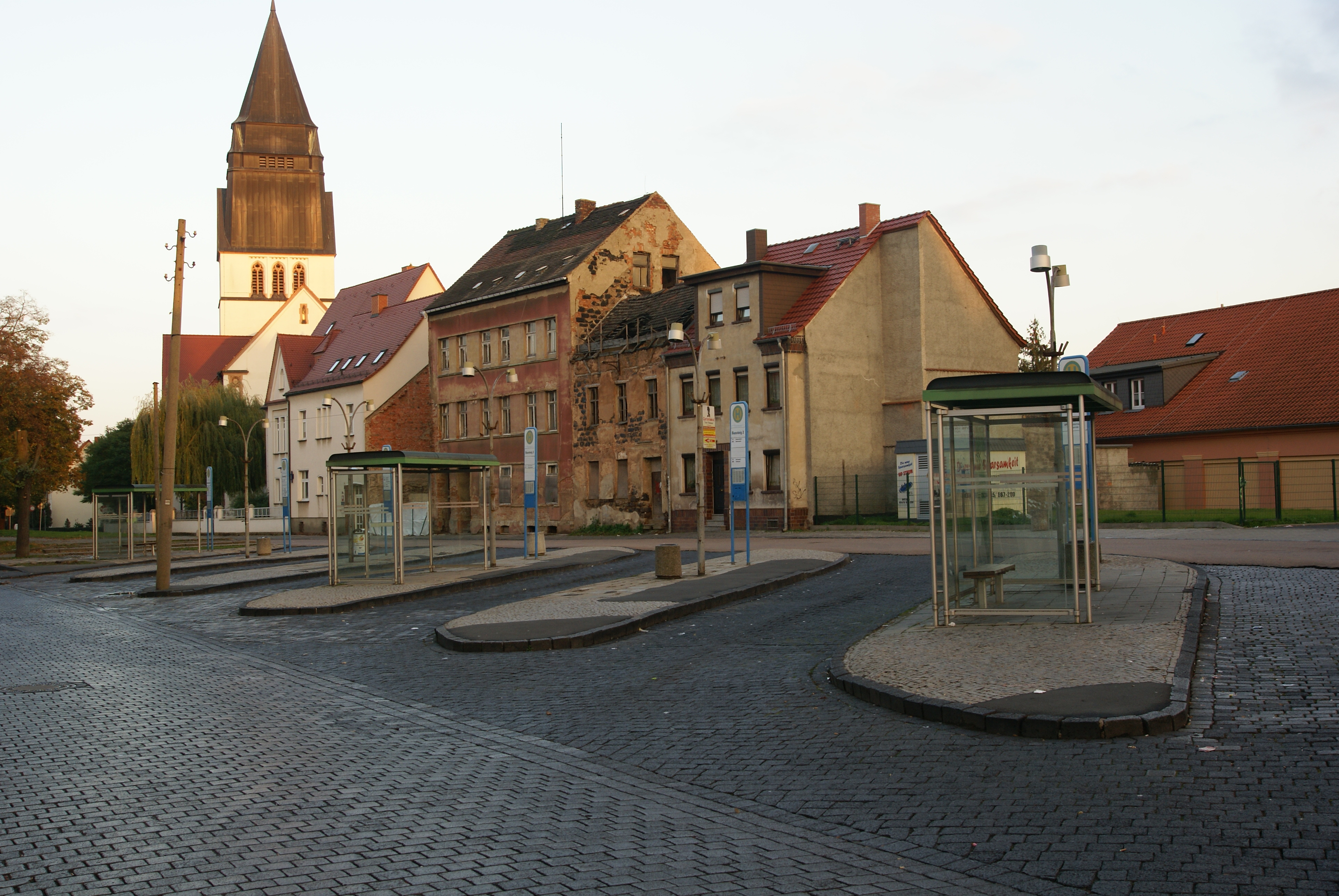
修道院広場 (Klosterplatz) のバスターミナル

#### 道路交通
連邦道路80号線はアイスレーベンを迂回し、連邦道路180号線で結ばれている。都市の南部には、アウトバーン 38の「アイスレーベン」ジャンクションがある。

#### 鉄道
ラーテナウ通り (Rathenaustraße) 近くにある駅には、ハレ - ハン・ミュンデン線が通り、毎時1本RE9（ ハレ - ノルトハウゼン – カッセル）とRB75（ルターシュタット・アイスレーベン – ハレ）が停車する。

#### バス
バスの市内路線、地域路線は南ハルツ運輸会社によって運営されている。州域バス路線、410、420、700は、特にヘットシュテット、マンスフェルト、アシャースレーベン、クヴェーアフルト、ネーブラに直通している。

### 教育機関
- マルティン＝ルター＝ギムナジウム・アイスレーベン（ドイツ語版）
- カタリーナ学校（Katharinenschule, 1960年から1994年は総合技術学校ヨーン・シェール（ドイツ語版））
- トーマス・ミュンツァー学校（小学校）
- 宮殿広場小学校 (Grundschule am Schlossplatz)
- トーアガルテン通り小学校 (Grundschule Torgartenstraße)
- ショル兄妹小学校 (Grundschule Geschwister-Scholl)
- マンスフェルト＝ズュートハルツ職業学校 (Berufsschule Mansfeld-Südharz)

### 過去の教育機関
- アイスレーベン鉱山学校（ドイツ語版）、後のアイスレーベン工業学校（ドイツ語版）
- ギムナジウム・アン・デア・ベルクマンスアレー（Gymnasium an der Bergmannsallee, 現在はマルティン＝ルター＝ギムナジウムの一部）
- グラーベン学校（Grabenschule, 現在はカタリーナ学校の一部）
- リューレマン広場中等学校 (Sekundarschule am Rühlemannplatz)

## 人物

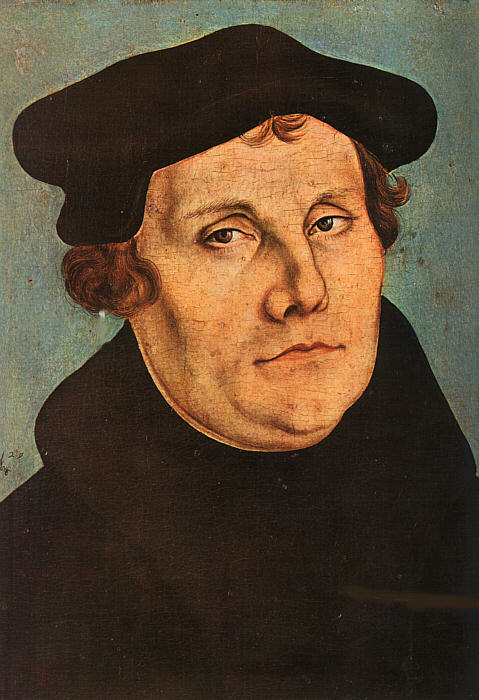
マルティン・ルター

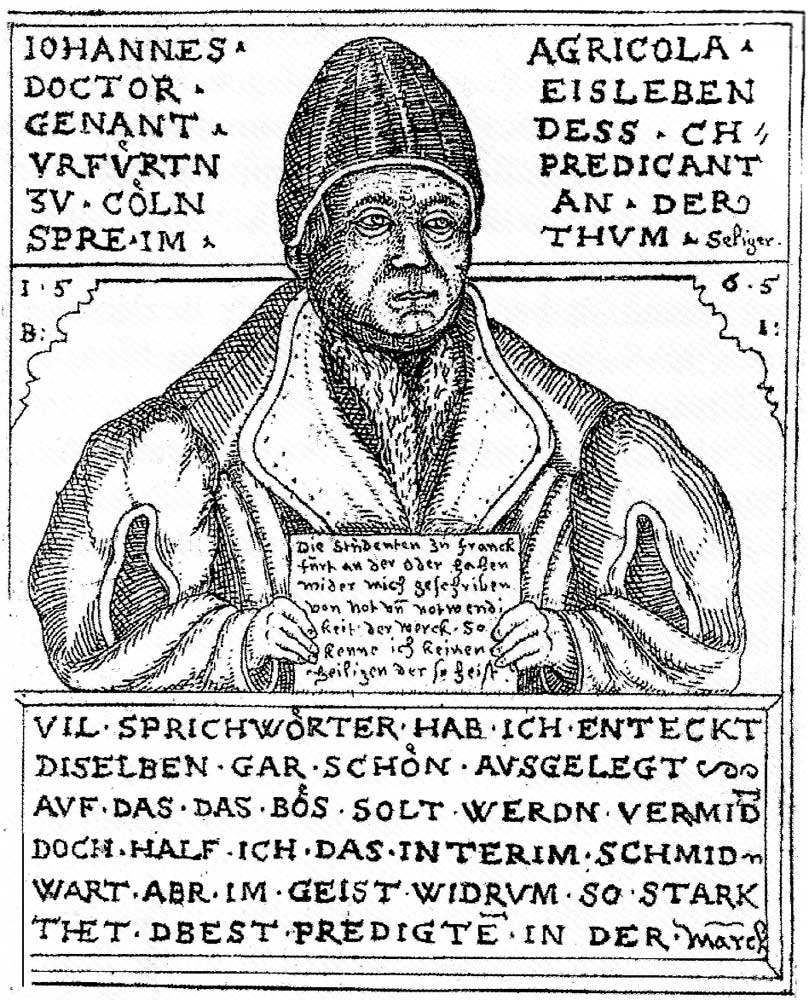
ヨハネス・アグリコラ

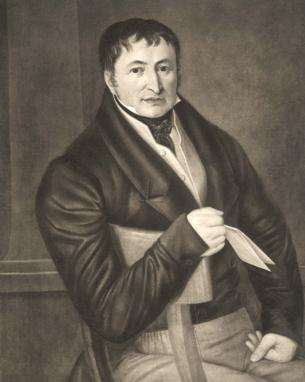
フリードリヒ・ケーニヒ

### 出身者
- ヘルフタのゲルトルート（1256年–1301年）カトリック教会の神秘家、聖人。
- マルティン・ルター（1483年–1546年）神学者、宗教改革者
- カスパー・リンデマン（ドイツ語版）（1486年–1536年）医師
- フィリップ・ドラッハシュテット（ドイツ語版）（† 1539年アイスレーベン）鉱山・精錬所経営者、マンスフェルト伯顧問官、ルターの知人
- ヨハネス・アグリコラ（1494年–1566年）宗教改革者
- ミヒャエル・トイバー（ドイツ語版）（1524年–1586年）法学者
- パウル・クレル（ドイツ語版）（1531年–1579年）ルター派神学者
- カスパー・シュッツ（ドイツ語版）（1540年頃–1594年）プロイセンの歴史家
- 小ハインリヒ・コンペニウス（ドイツ語版）（1565年ごろ – 1631年）オルガン製作者
- ヨハネス・ブレーヴァー（ドイツ語版）（1616年–1700年）ルター派神学者
- アンドレアス・ヴェーバー（ドイツ語版）（1718年–1781年）哲学者、ルター派神学者
- クリストフ・ヴェーバー（ドイツ語版）（1734年–1787年）医師、レーブルク（ドイツ語版）の温泉医 (Brunnenarzt)、ヴァルスローデ（ドイツ語版）の地方医 (Landphysicus)
- クリスティアン・ハインリヒ・シュミット（ドイツ語版）（1746年–1800年）法学者、文芸学者、修辞学者
- カール・フェルディナント・シュミット（ドイツ語版）（1750年–1809年）法学者、民族学者
- ゴットフリート・レープレヒト・シュポーン（ドイツ語版）（1756年–1794年）教育者、文献学者、福音派神学者
- カール・トラウゴット・ゴットロープ・シェーネマン（ドイツ語版）（1765年–1802年）法学者、文献学者、ゲッティンゲン大学教授
- フリードリヒ・ゴットヘルフ・ベンヤミン・シュミーダー（ドイツ語版）（1770年–1838年）は、福音派神学を大学で学び、文献学者、作家、教育者となり、1804年から死去までブリークの王立ギムナジウムの校長を務めた。
- フリードリヒ・ケーニヒ（ドイツ語版）（1774年–1833年）出版者、発明家
- カール・ベルンハルト・トリニウス（1778年–1844年）医師、ロシア皇帝の侍医[51]
- カール・モーリッツ・フライシャー（ドイツ語版）（1809年–1876年）教育者、ギムナジウム教師、時事評論家
- フリードリヒ・アウグスト・フォン・クヴェンシュテット（1809年–1889年）地質学者、古生物学者
- エルンスト・フォーゲル（ドイツ語版）（1810年–1879年）神学者、フランクフルト国民議会議員
- ヘルマン・オッティーリエ（ドイツ語版）（1821年–1904年）プロイセンの上級鉱山監督局長（ドイツ語版）
- ヘルマン・ゲンテ（ドイツ語版）（1838年–1886年）古典文献学者、先史学者、ギムナジウム教師
- カール・フィッシャー（ドイツ語版）（1841年–1906年）労働者、作家
- マックス・エッシェンハーゲン（ドイツ語版）（1858年–1901年）地磁気学者
- リヒャルト・ベットガー（ドイツ語版）（1873年–1957年）SPDの政治家
- マックス・シュナイダー（ドイツ語版）（1875年–1967年）音楽史学者
- マックス・ヘーベッカー（ドイツ語版）（1882年–1948年）鉱山技師、いわゆる「シュヴァーンキルヒェン・イム・バイエリッシェン・ヴァルトのヴェーラの奇跡（ドイツ語版）」の発起人
- カール・アルトゥール・ヘルト（ドイツ語版）（1883年–1938年）風景画家
- ヴェルナー・リンドナー（ドイツ語版）（1883年–1964年）建築家、ドイツの郷土保存 (Heimatschutz) で最も重要な代表者の一人。
- クルト・ヴァイン（ドイツ語版）（1883年–1968年）教育者、植物学者
- ヘルマン・ツィッカート（ドイツ語版）（1885年–1954年）ドイツの株式市場のパイオニア
- ヘルマン・リントラート（ドイツ語版）（1896年–1960年）CDUの政治家
- エクベルト・ハイエッセン（ドイツ語版）（1913年–1944年）少佐、1944年7月20日事件での抵抗運動の闘士
- リヒャルト・レンシュ（ドイツ語版）（1923年–1997年）オルガン製作者、ラウフェン・アム・ネッカーを拠点とする Rensch 社の創業者
- フランツ・ウーレ＝ヴェットラー（ドイツ語版）（* 1927年）ドイツ連邦軍退役中将
- ウーテ・シュタルケ（ドイツ語版）（* 1939年）体操選手、世界チャンピオン
- ルッツ・テッシュナー（ドイツ語版）（* 1945年）演劇・映画俳優
- ヨースト・シュプリンゲンスグート（ドイツ語版）（* 1945年）ジャーナリスト
- クラウス＝ペーター・シュティーグリッツ（ドイツ語版）（* 1947年）ドイツ連邦軍退役中将、第13代空軍総監
- モニカ・ギバス（ドイツ語版）（* 1951年）歴史学者
- アンネッテ・フォークト（ドイツ語版）（* 1952年） 科学史学者(* 1952)
- クリステル・ホルンシュタイン（ドイツ語版）（* 1954年）ジャーナリスト、社会学者、ベルク大学ヴッパータールの男女平等担当者
- エーファ＝マリア・アウフ（ドイツ語版）（* 1955年）教授、東洋学者
- グードルーン・ベーレント（ドイツ語版）（1955年–2011年）陸上選手
- ビルギット・ケラー（ドイツ語版）（* 1959年）政治家 (SED/PDS/Die Linke）、テューリンゲン州議会議員、ノルトハウゼン郡（ドイツ語版）郡長
- ドロレス・レンテ（ドイツ語版）（* 1959年）WASG/Die Linke の政治家
- ペーター・ガッファート（ドイツ語版）（* 1960年）林務官、政治家
- トーマス・ランゲ（ドイツ語版）（* 1964年）ボート競技で2回のオリンピック金メダリスト
- ティーモ・ホフマン（ドイツ語版）（* 1974年）プロボクサー
- マルコ・クルト（ドイツ語版）（* 1978年）サッカー選手
- カーチャ・ヴァカン（ドイツ語版）（* 1981年）短距離走選手
- アネリー・ブレンデル（ドイツ語版）（* 1983年）サッカー選手
- ノルマン・ミュラー（ドイツ語版）（* 1985年）陸上選手

### ゆかりの人物

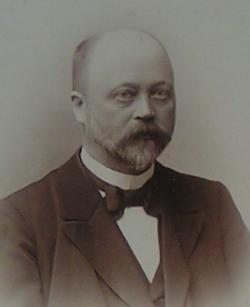
カール・アイツ

- ヘルマン・フォン・ザルム（1053年–1088年）、ザルム＝ルクセンブルク伯爵ヘルマンとも (Graf Hermann von Salm-Luxemburg) は、皇帝ハインリヒ4世の対立王で、1181年から1184までアイスレーベンの水城を居城とした。
- カスパー・ギュッテル（ドイツ語版）（1471年–1542年）ルター派の神学者、宗教改革者、アイスレーベンで死去。
- ヨハン・シュパンゲンベルク（ドイツ語版）（1484年–1550年）福音派の神学者、宗教改革者、アイスレーベンで死去。
- ミヒャエル・カエリウス（ドイツ語版）（1492年–1559年）ルター派の神学者、宗教改革者。
- ゲオルク・マヨーア（ドイツ語版）（1502年–1574年）ルター派の神学者、宗教改革者、1550年から1551年まで当地の教会監督。
- トーマス・ハルトマン（ドイツ語版）（1548年–1609年）福音派の神学者、賛美歌の作詞家。
- ヨハネス・フェルスター（ドイツ語版）（1576年–1613年）ルター派の神学者、アイスレーベンにあったマンスフェルト伯領の総教会監督で、当地で死去。
- ニコラウス・フォークテル（ドイツ語版）（1658年–1713年）測量技師、鉱山監督官、作家、アイスレーベンに誕生、死去。
- ヨハン・アントン・トリニウス（ドイツ語版）（1722年–1784年）牧師、神学者、作家、アイスレーベンに誕生、死去。
- ノヴァーリス、本名ゲオルク・フリードリヒ・フィリップ・フォン・ハルデンベルク男爵 (1772年–1801年）法律家、鉱山学者、初期ロマン主義の代表的詩人、当地のギムナジウムの最上級クラスに通った。
- ヨハン・カール・フライエスレーベン（1774年–1846年）はザクセン選帝侯国の上級鉱山監督局長（ドイツ語版）で、1800年に鉱山委員会理事（ドイツ語版）及びマンスフェルト鉱業所長としてアイスレーベンに招聘された。含銅粘板岩の採掘改善について多くの刊行物を発表した。1818年にはプロイセンによるアイスレーベン鉱山学校に、フライベルク周辺から集めた鉱物コレクションの中から212個を寄贈した。
- エドゥアルト・ファイン（ドイツ語版）（1813年–1858年）法学者、アイスレーベン近郊のヘルフタにて死去。
- エルンスト・ロイシュナー（ドイツ語版）（1826年–1898年）上級鉱業所長、精錬所長、1913年位は記念碑が建てられている。
- ヘルマン・グレースラー（ドイツ語版）（1840年–1910年）教師、郷土研究家、作家、著作は250を超える[52]。
- カール・アイツ（ドイツ語版）（1848年–1924年）音響学者、音楽教育者。
- カール・リューレマン（ドイツ語版）（1864年–1947年）教師、記録保管人、考古学者、博物館長、地域史家、130の一部は数部にもわたる著作の作家、1927年から1934年までザクセン州及びアンハルト歴史委員会 (Hist. Kommission der Provinz Sachsen u. für Anhalt) の会員、1944年アイスレーベン名誉市民。
- オットー・リヒター（ドイツ語版）（1865年–1936年）1890年から1906までアイスレーベンにおける聖歌隊長、オルガン奏者、1900年にアイスレーベン・バッハ協会 (Bachverein Eisleben) を創設、1906年からドレスデンの十字架教会（ドイツ語版）聖歌隊長。
- マックス・ラーデマン（ドイツ語版）（1896年–1941年）政治家 (KPD)。1933年にアイスレーベン市会議員、1941年にザクセンハウゼン強制収容所で殺害[53]。戦後、アイスレーベンの「リューレマン広場中等学校 (Sekundarschule am Rühlemannplatz)」は彼に因んで名付けられ、記念銘版が置かれている[38]。この他にもアイスレーベンにはマックス・ラーデマン通り (Max-Lademann-Straße) がある。
- ヴェルナー・エッゲラート（ドイツ語版）（1900年–1977年）政治家、1945年に郡長 (KPD)、 土地改革（ドイツ語版）で大きな役割を果たした。
- パウル・ベルク （Paul Berck, 1912年–1933年）いわゆるナチ運動の殉教者（ドイツ語版）、アイスレーベンで射殺。
- ラルフ・ヴィーナー（ドイツ語版）（* 1924年、本名 Felix Ecke）1945年7月13日、アイスレーベンに「市民劇場 (Bürgertheater)」を創設し、戦後ドイツ初の劇場となった[54]。
- フリッツ・ヴェンク (Fritz Wenck) 神学者、ナチ体制に対する抵抗運動の闘士。1934年から1935年にかけて反政府的ビラを妻とともにアイスレーベンに運ぶ。夫婦ともに1937年に逮捕される。拘留の後、ザクセンハウゼン強制収容所に送られる[55]。1945年にザクセンハウゼン強制収容所からベルゲン＝ベルゼン強制収容所への死の行進の途上、殺害される[38]。今日（2010年）アイスレーベンの1本の通りが、彼に因んで因んで命名されている。